# إميلين بانكيرست

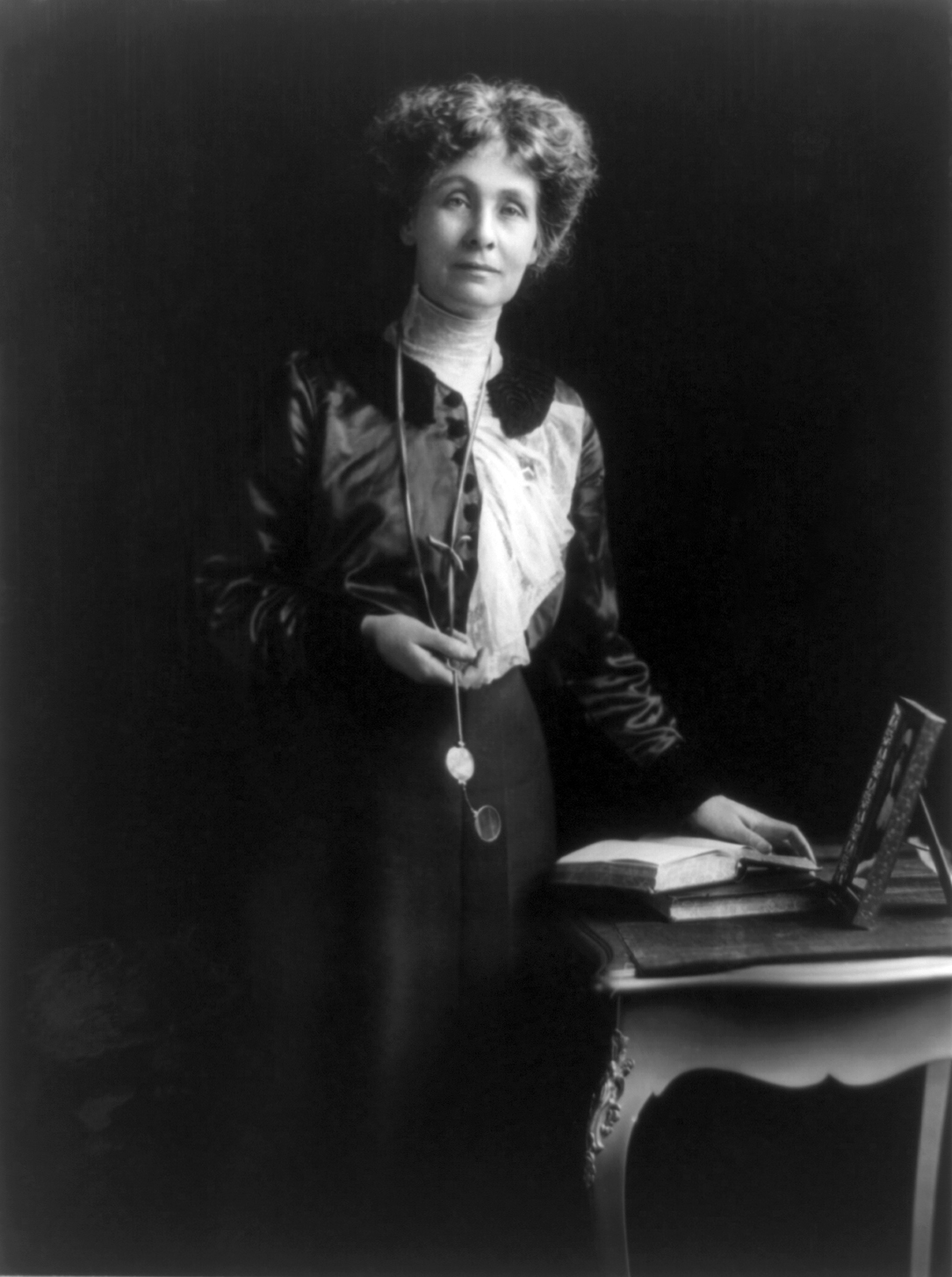
ايميلين بانكهرست، 1913

ايميلين بانكهرست جولدن (بالإنجليزية: Emmeline Pankhurst)‏ (15 يوليو/تموز 1858 - 14 يونيو/حزيران 1928)هي ناشطة سياسية بريطانية وقائدة الحركة البريطانية سوفرجت التي ساعدت المرأة في الحصول على حق التصويت. في عام 1999 اختارتها مجلة تايم ضمن أهم 100 شخصية في القرن العشرين، مؤكدة أنها تعد مثلاً أعلى للمرأة في الوقت الحالي؛ فقد قادت المجتمع نحو مسار جديد لا يمكن العدول عنه. وقد تعرضت لنقد شديد بسبب خططها المتشددة، كما تباين المؤرخون حول مدى فاعلية هذه الخطط، ومع ذلك يعد عملها عنصرًا حاسمًا في إعطاء المرأة حق التصويت في بريطانيا.
تعرفت بانكهرست إلى حركة اقتراع المرأة وهي في الرابعة عشر من عمرها، نظرًا لأنها ولدت في شولتون أون مدلوك (Chorlton-on-Medlock)، مانشستر، لأبوين مولعين بالعمل السياسي. وعلى الرغم من تشجيع والديها لها كي تصبح زوجة وأم، فإن هذا لم يمنعها عن ارتياد مدرسة الأساتذة في باريس (ايكول نورمال دي نويي). وفي 18 ديسمبر/كانون الأول 1879 تزوجت من ريتشارد بانكهرست، المحامي وأستاذها لمدة 24 عامًا الذي يعرف عنه دعمه لحق المرأة في الاقتراع، وأنجبت منه خمسة أطفال خلال عشر سنوات. وقد كان له دور في دعم نشاطات زوجته خارج المنزل، فقد ساعدها على تأسيس الجامعة الفرنسية للمرأة، التي تولت الدفاع عن حق المرأة المتزوجة وغير المتزوجة في الاقتراع. وعندما حدث انقسام في المنظمة، حاولت بانكهرس الانضمام إلى حزب العمل المستقل اليساري التوجه بساعدة صديقها اليساري كير هاردي لكن الفرع المحلي رفض عضويتها في البداية نظرًا لكونها امرأة. وحين كانت تعمل ضمن مجلس الأوصياء المسئول عن قانون الفقراء، صدمتها الأوضاع القاسية التي رأتها في الإصلاحيات في مانشستر.
في عام 1903، أي بعد خمس سنوات من وفاة زوجها، أسست بانكهرست الاتحاد السياسي والاجتماعي للمرأة (WSPU)، وهي منظمة للنساء فقط للمطالبة بحق الاقتراع، وهي مكرسة «للأفعال، لا الأقوال» وتعرف باستقلالها عن الأحزاب السياسية ومعارضتها لها أغلب الوقت. كما أصبحت معروفة بالمواجهات البدنية؛ فقد كانت عضواتها تقوم بتحطيم النوافذ والاعتداء على ضباط الشرطة. وقد تعرضت بانكهرست وبناتها وناشطات أخريات في WSPIU للسجن عدة مرات، وهناك قمن بتنظيم إضرابات عن الطعام في سبيل تأمين ظروف أفضل. وبعد تولي كريستبال، أبنة بانكهرست الكبرى، رئاسة الاتحاد، زادت العداوة بين الاتحاد والحكومة. نتيجة لذلك قام الاتحاد بتبني سياسة التخريب المتعمّد، مما جعل المنظمات الأكثر اعتدالاً تندد بأسرة بانكهرست. وفي عام 1913 قامت العديد من العضوات البارزات بترك الاتحاد، من بينهن ابنتا بانكهرست اديلا وسيلفيا. وقد أثار حنق بانكهرست لدرجة أنها أعطت (اديلا) تذكرة و20 يورو، وخطاب يحتوي على مقدمة إلى حركة الاقتراع في أستراليا، وأصرّت على أن تهاجر. رضخت اديلا للأمر بينما أصبحت سيلفيا اشتراكية، وهكذا لم يشفى جرح الأسرة أبدًا.
وفي مطلع الحرب العالمية الأولى، دعت كل من ايملين وكريستبل بوقف فوري لنشاط الاقتراع المتشدد لمساندة وقفة الحكومة البريطانية في وجه «الخطر الألماني». وشجعن النساء على مساعدة الإنتاج الصناعي كما شجعن الشباب على القتال، ليصبحن بذلك شخصيات بارزة في حركة الريشة البيضاء. وفي 1918، منح قانون تمثيل الشعب حق التصويت لكل الرجال الذين جاوزا 21 والنساء اللاتي جاوزن 30. كان هذا التفاوت يهدف إلى التأكيد على أن الرجال لم يصبحوا أقلية نتيجة للأعداد القتلى المرتفعة في أثناء الحرب العالمية الأولى.
وقد قامت بانكهرست بتحويل الاتحاد WSPU إلى حزب نسائي مكرّث خصيصًا لتعزيز مساواة المرأة في الحياه العامة. وفي سنواتها الأخيرة، وجهت اهتمامها الخطر الذي تشكله البلشفية والتحقت بحزب المحافظين واختيرت لتكون مرشحة الحزب عن منطقة ستيبني في عام 1927. توفيت بانكهرست في 14 يونيو/حزيران عام 1928 بعدما قام قانون تمثيل الشعب (1928) الصادر عن حكومة المحافظين بمد حق التصويت ليشمل كل النساء الذين يتجاوز عمرهم 21، وذلك في 2 يوليو/تموز 1928. وقد تم إحياء ذكراها بعد وفاتها بعامين من خلال تمثال في حديقة فكتوريا تاور جاردنز (Victoria Tower Gardens)في لندن.

## الأسرة والنشأة

شعرت بانكهرست بصلة تربطها باندلاع الباستيل ، المصور هنا في لوحة رسمها جان بيير لويس لوران أويل 1789، وذلك لانها تعتقد أن يوم عيد ميلادهاى يوافق 14 يوليو/تموز

ولدت ايملين جولدن في ضاحية موس سايد بمانشستر في 15 يوليو/تموز 1858، وكانت تعتقد أن يوم ميلادها يسبق هذا التاريخ الذي ورد في شهادة الميلاد بيوم واحد، أي في يوم الباستيل. وقد كررت معظم السير الذاتية التي كتبت عنها ومنها السير التي كتبتها بناتها هذا الاعتقاد. ونظرًا لشعور بانكهرست بأن هناك صلة تربطها بالمتظاهرات اللاتي حطمن الباستيل، فقد صرحت عام 1908: «لطالما اعتقدت أن حقيقة ميلادي في هذا اليوم كان لها بعض التأثير على حياتي.» وقد ظل السبب وراء هذا التباين غير واضح.
ولدت بانكهرست لأسرة انخرطت في التحريض السياسي لأجيال عدة؛ فوالدتها سوفيا جين كراين تنحدر من من أصول المانكس الذين ينتمون إلى جزيرة مان وتعد ضمن أسلافها الذين اتهموا بارتكاب الاضطرابات الاجتماعية والفوضى. وفي عام 1881 كانت جزيرة مان أول بلد يمنح المرأة حق التصويت في الانتخابات الوطنية. ووالدها روبرت جولدن ينمي إلى عائلة تجار متواضعة في مانشستر لها خلفية في النشاط السياسي، فكانت أمه تعمل مع الجامعة المكافحة لقوانين الذرة (Anti-Corn Law League)، وكان والده حاضرًا في مذبحة بيترلو عندما هاجمت قوة من الفرسان حشد يطالب بالإصلاح النيابي. توفي الابن الأول لأسرة جولدن في الثانية من عمره، لكن كان لدى الأسرة عشرة أطفال آخرين، وقد كانت بانكهرست كبرى البنات البالغ عددهم خمس. وعقب ميلادها بقليل، انتقلت الأسرة إلى منطقة سيدلي في بندلتون في ضاحية سالفورد، وهناك شارك والدها في تأسيس عمل تجاري صغير، بالإضافة إلى ذلك، كان لجولدن نشاطًا في السياسة المحلية، حيث انه خدم في مجلس مدينة سالفورد لسنوات عدة، كما أنه كان من الداعمين المتحمسين للمؤسسات المسرحية بما في ذلك نادي مانشستر الثقافي وجمعية القراءة المسرحية.كما كان يمتلك مسرحًا في سالفورد لسنوات عدة، حيث لعب أدوار البطولة في العديد من مسرحيات ويليام شكسبير، وقد استقت بانكهرست تقدير الدراما والأعمال المسرحية عن والدها، واستخدمت هذا في نشاطها فيما بعد.

## الطفولة
حرصت أسرة جولدن على إشراك اطفالها في النشاط الاجتماعي. وكجزء من الحركة الداعية لانهاء العبودية في أمريكا، قام جولدن باستقبال هنري وارد بيتشر، وهو أحد المؤيدين للقضاء على الاسترقاق. كما جعلت سوفيا جين جولدن من رواية كوخ العم توم لأخت بيتشر الكاتبة الأمريكية هيريت ستو مصدرًا للحكايات التي كانت تقصها على أطفالها قبل النوم. وقد استرجعت بانكهرست زيارتها لأحد الأسواق لجمع المال لصالح العبيد الجدد الذين تم تحريرهم في الولايات المتحدة الأمريكية في السيرة الذاتية التي كتبتها بعنوان قصة حياتي عام 1914 .
بدأت بانكهرست في قراءة الكتب وهي صغيرة جدًا، وتشير بعض المصادر إلى أنها بدأت تقرأ في الثالثة من عمرها. وقد قرأت الأوديسة في التاسعة من عمرها كما استمتعت بأعمال جون بنيان لا سيما رحلة الحاج. ومن بين كتبها المفضلة أيضًا كتاب الثورة الفرنسية: تاريخ للكاتب الإسكتلندي توماس كارليل، وقد ذكرت فيما بعد أن هذا العمل ظل مصدر إلهامها طوال حياتها.

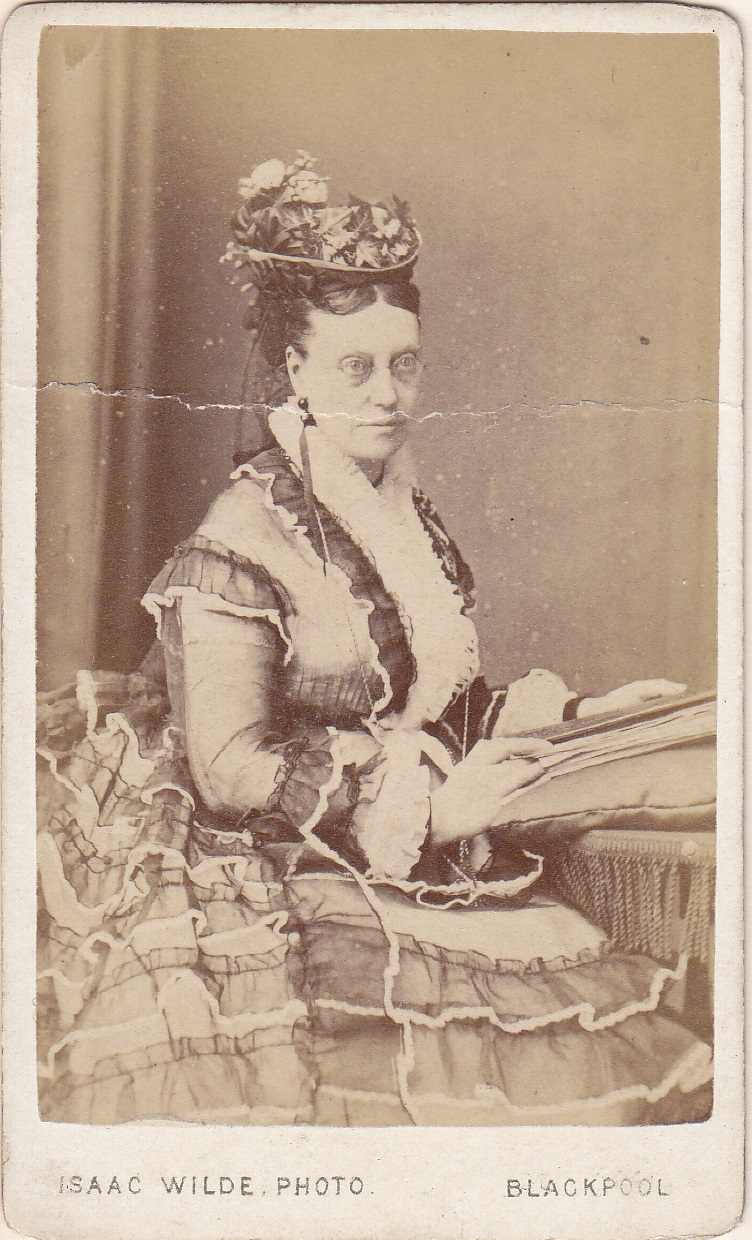
ليديا بيكر، إحدى المناديين بحق اقتراع المرأة التي كان لها تأثير سياسي مبكر على بانكهرست، ويقال أن ريتشارد بانكهرست معجبًا بها.

وعلى الرغم من شغف بانهرست بالقراءة، لم تتمتع بمزايا التعليم التي تمتع بها إخوتها. فقد كان أبويها يعتقدان أن الفتيات في حاجة إلى تعلم فن «تكوين بيت جذاب» وغيرها من المهارات التي يرغب فيها الأزواج القادرون. حرص الوالدان جولدن على تدوال الخطط بشأن تعليم أبنائهم، وفي الوقت نفسه كانا يخططان لتزويج بناتهما حتى لا يحتجن إلى عمل مدفوع. وعلى الرغم من دعم الوالدان جولدن لحق المرأة في الاقتراع وتحسين وضعها العام في المجتمع، كانا يعتقدان أن بناتهما غير قادرات على تحقيق الأهداف التي يحققها أقرانهم الذكور. وفي إحدى الليالى بينما كانت بانهرست تتصنع النوم حين دخل والدها غرفتها، سمعته يتوقف ويقول لنفسه: «يا ليتها ولدت فتى.»
وقد تعرفت بانكهرست على حركة اقتراع المرأة من خلال والديها. كانت والدتها تتلقى صحيفة اقتراع المرأة وتقرأها، لذا تربت على محررة الصحيفة ليديا بيكر. وفي أحد الأيام، عندما عادت بانكهرست من المدرسة، وهي في الرابعة عشر من عمرها، وجدت أمها تستعد للذهاب إلى مقابلة عامة حول حق المرأة في الاقتراع، وبعدما علمت بأن بيكر ستلقي كلمة، أصرت على الحضور. وقد أسرها خطاب بيكر لدرجة أنها كتبت فيما بعد: «غادرت الاجتماع وأنا مناصرة مخلصة لحق اقتراع المرأة.» 
وبعد مرور عام، انتقلت بانكهرست إلى باريس للالتحاق بمدرسة الاساتذة (ايكول نورمال دي نويي). كانت المدرسة تمد الطالبة بدروس في الكيمياء ومسك الدفاتر، بالإضافة إلى الفنون التقليدية الخاصة بالفتيات مثل التطريز. كانت رفيقتها في الحجرة تدعى نويمي (Noémie) وهي ابنة هنري روشفور الذي سُجِن في كاليدونيا الجديدة بسبب دعمه لكومونة باريس (الثورة الفرنسية الرابعة). كانت الفتاتان تتبادلان الحكايات عن المآثر السياسية لوالديهما، وقد دامت صداقتهما لأعوام. كانت بانكهرست شديدة الولع بصديقتها نويمي وبالمدرسة لدرجة أنها عادت إليها بعد التخرج برفقة شقيقتها ماري بوصفهما مجلس شعبي. تزوجت نويمي من رسام سويدي، وسرعان ما وجدت زوجًا فرنسيًا مناسبًا لصديقتها. وحين رفض والد بانكهرست تقديم مهر لابنته، قام الرجل بسحب عرض الزواج وعادة بانكهرست بائسة إلى مانشستر.

## الزواج والأسرة

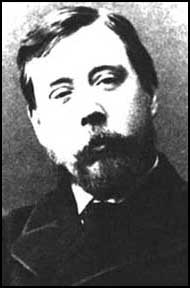
قام ريتشارد بانكهرست بجذب انتباه ايميلين جولدن لأول مرة حينما استرقت النظر إلى "يديه الجميلتين"، وهما تفتحان باب سيارة الأجرة عند وصوله إلى الاجتماع العام في عام 1878.

في خريف 1878، أي عندما كانت ايملين جولدن في سن العشرين، قابلت ريتشارد بانكهرست، المحامي الذي كان يدعم حق المرأة في الاقتراع وغيرها من القضايا مثل حرية التعبير وإصلاح التعليم، وبدأت بينهما علاقة حب. وكان ريتشارد، الذي كان يبلغ 44 عامًا حين تقابلا، قد عزم في بداية حياته أن يبقى عازبًا حتى يتفرغ للخدمة العامة. كانت علاقة الحب بينهما قوية، لكن سعادتهما تبددت بوفاة والدة ريتشارد في العام التالي. انتقدت سوفيا جين جولدن «اندفاع» ابنتها نحو ريتشارد  وحثتها على إظهار المزيد من التحفظ لكن دون جدوى. واقترحت ايملين على ريتشارد التحرر من رسميات الزواج القانونية، لكنه رفض على خلفية أن هذا قد بتسبب في استبعادها من الحياه السياسية بوصفها امرأة غير متزوجة، فقد لاحظ تعرض زميلته اليزابيث ولستينهولم ايلمي (Wolstenholme Elmy) للإدانة والنقد قبل إعلان زواجها من بن ايلمي. لذا وافقت ايملين وتم زفافهما في كنيسة القديس لوك في بندلتون في 18 ديسمبر 1879.

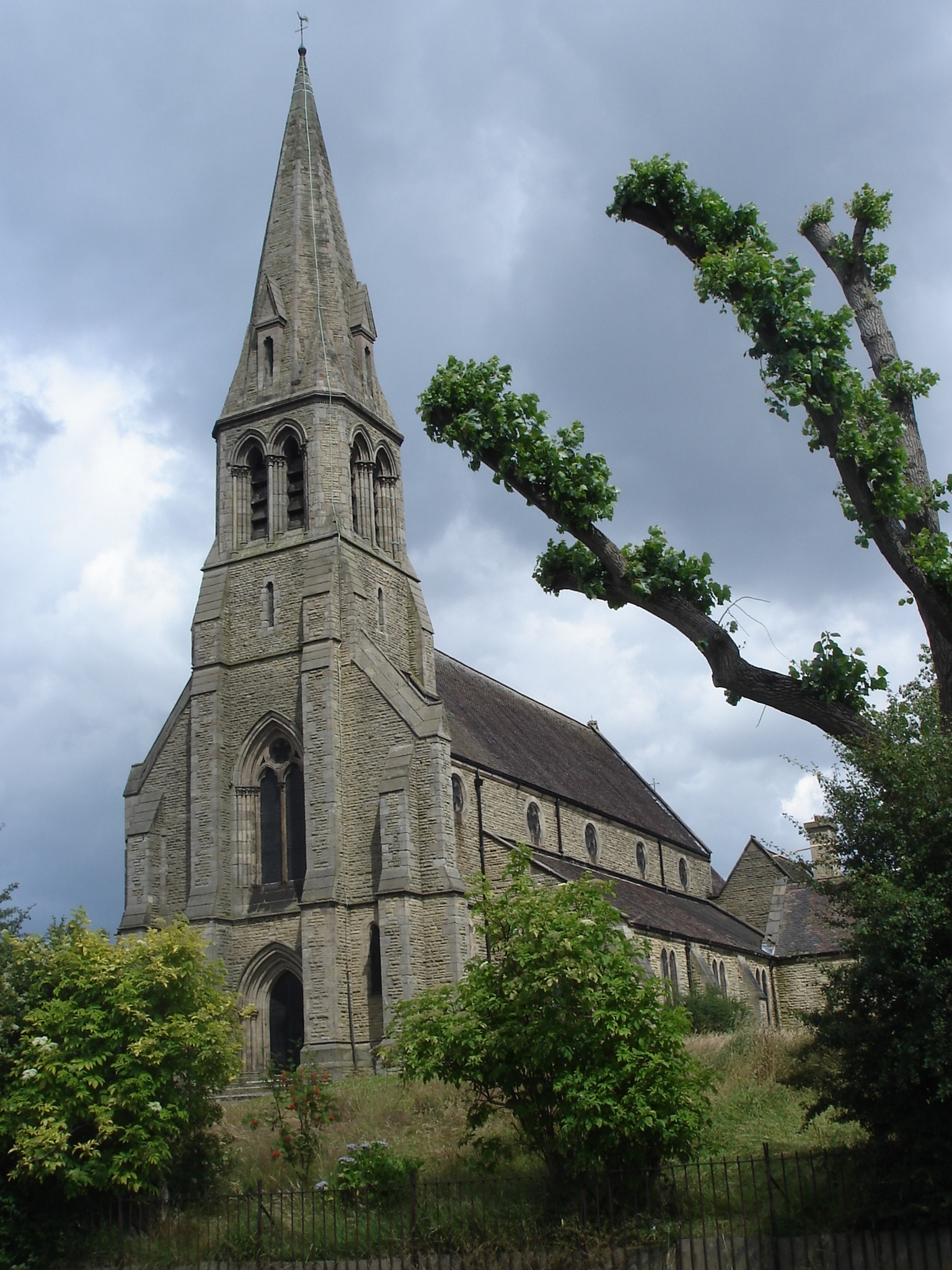
كنيسة القديس لوك، بندلتون

وخلال فترة ثمانينيات القرن التاسع عشر، حينما كانت ايملين تقطن في كوخ مع والديها في سيدلي، اتجهت إلى العناية بزوجها وابنائها، وفي الوقت نفسه كرّست بعض الوقت للأنشطة السياسية. وعلى الرغم من أن ايميلين انجبت خمسة أطفال، كان ريتشارد يدرك أن ايميلين ليست «آلة منزلية». لذا تمت الاستعانة بخادمة للمساعدة في تربية الأطفال وذلك لانضمام بانكهرست إلى جمعية حق المرأة في الاقتراع. ولدت ابنتهم كريستبال في 22 سبتمبر/أيلول 1880، بعد أقل من عام على زواجهما. بعد ذلك انجبت بانكهرست ابنتهما الثانية استيل سيلفيا في 1882 يليها ابنها فرانسيس هنري الملقب بفرانك عام 1884. بعد ذلك بفترة قصيرة ترك ريتشارد بانكهرست الحزب الليبرالي؛ فقد بدأ يعبر عن أفكار اشتراكية متطرفة، كما تولى قضية ضد العديد من رجال الأعمال الأثرياء. كان من شأن هذه الأفعال أن تثير حفيظة جولدن وتوتر الجو العام بالمنزل. وفي عام 1885، انتقلت أسرة بانكهرست إلى شولتون أون مدلوك (Chorlton-on-Medlock)، وهناك ولدت ابنتهما أديلا، ثم انتقلت الأسرة إلى لندن في العام التالي، حيث ترشح إلى الانتخابات البرلمانية لكنه لم ينجح كما قامت بانكهرست بافتتاح محلاً صغيرًا لبيع النسيج يدعى ايمرسون وشركة.
في عام 1888 اصيب فرانسيس بمرض الخناق (ديفيدريا) وتوفي في 11 سبتمبر/أيلول. وبسسب سيطرة الحزن على بانهرست، كلفت برسم صورتين لابنها لكنها لم تطق النظر إلى أي منهما لذا وضعتهما في خزانة غرفة النوم. وقد استنتجت الأسرة أن نظام الصرف الخاطيء في الجزء الخلفي من المنزل قد سبب مرض الابن، كما اشتكت بانكهرست من سوء أوضاع الحي، وانتقلت الأسرة إلى حي أرقي من أحياء الطبقة المتوسطة في ميدان راسل. بعد فترة وجيزة حملت بطفل آخر وأعلنت ان الطفل هو «فرانك يعود من جديد». وقد انجبت ابنًا في 7 يوليو/تموز 1889 وقامت بتسميته هنري فرانسيس وفاءً منها لابنها الراحل.
وقد حولت بانكهرست منزلها في ميدان راسل إلى مركزًا لمختلف أنواع الأنشطة وكانت تجد سعادة في تزيين المزل لاسيما بمفروشات من آسيا وجعل اسرتها ترتدي ثياب منمقة. في هذا الصدد كتبت ابنتها سيلفيا فيما بعد موضحة أن أمها كانت جمال الملبس والبيت وتنسيقهما عنصرًا لا غنى عنه في العمل العام. استضافت أسرة بانكهرست العديد من الضيوف من بينهم الأمريكي الداعم لحركة القضاء على الاسترقاق ويليام لويد جاريسون، والبرلماني الهندي داداباي ناروجي، والنشطاء الاشتراكيون هربرت باروز واني بيزيت والفوضوي الفرنسي لويز ميشيل.

## الجامعة الفرنسية للمرأة

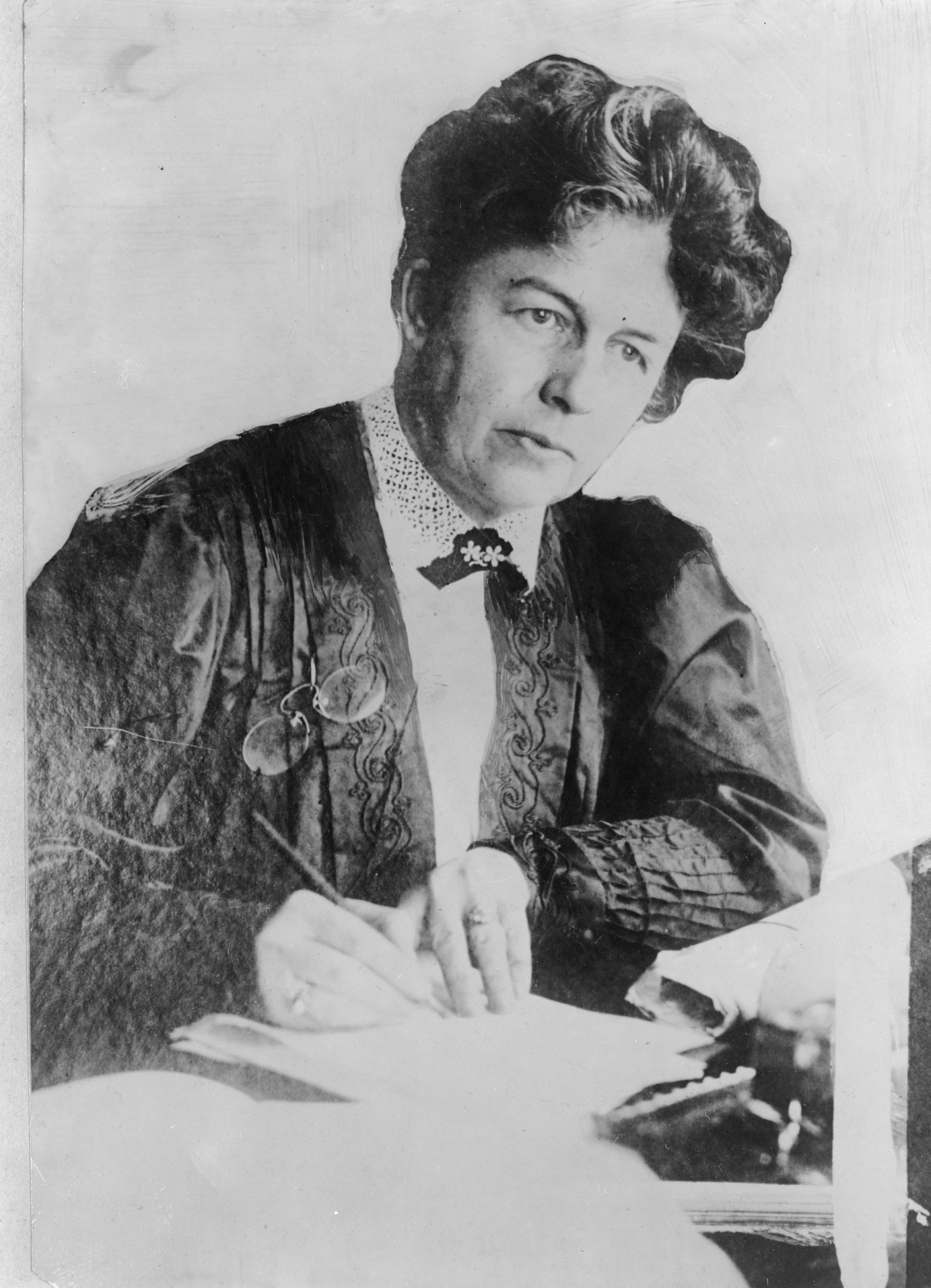
هاريوت ستانتون ايتون ابنة الأمريكية المناصرة لحركة اقتراع المرأة اليزابيث كادي ستانتون، اصبحت صديقة لبانكهرست في خلال عملهما في الجامعة الفرنسية للمرأة

في الوقت الذي ظهر فيه أول ائتلاف وطني لبريطانيا مكون من مجموعات تدافع عن حق المرأة في التصويت عام 1888، انقسمت الجمعية الوطنية لاقتراع المرأة (NSWS) بعد أن قرر غالبية الأعضاء قبول المنظمات التابعة للأحزاب السياسية. أثار هذا القرار غضب بعض رؤساء الجمعية من بينهم ليديا بيكر وميليسنت فاوست، مما جعلهم ينسحبون من الاجتماع ويقومون بإنشاء منظمة بديلة تلتزم «بالقواعد القديمة» تدعى جمعية شارع الجامعة الكبير (the Great College Street Society) على اسم موقع المقر الرئيسي لها. انحازت بانكهرست لمجموعة «القواعد الجديدة» التي سميت فيما بعد بجمعية شارع البرلمان (Parliament Street Society) (PSS). وقد فضّل بعض أعضاء الجمعية (PSS) النهج التدريجي للحصول على حق التصويت. ونظرًا للاعتقاد السائد بأن المرأة المتزوجة لا تحتاج إلى التصويت لأن «زوجها» يقوم بالتصويت نيابة عنها، شعر بعض أعضاء الجمعية أن الحصول على حق التصويت للمرأة غير المتزوجة والأرملة سيكون بمثابة خطوة عملية في الطريق الاقتراع الكامل. وعندما أصبح الإحجام عن الدفاع عن حق المرأة المتزوجة في التصوريت واضحًا، ساعدت بانكهرست وزوجها على تنظيم مجموعة جديدة مكرّسة للدفاع عن حقوق المرأة في التصويت، سواء كانت متزوجة أم لا.
تم عقد الاجتماع الافتتاحي للجامعة الفرنسية للمرأة (WFL) في 25 يوليو/تموز 1889 في منزل بانكهرست في ميدان راسل. وقد ألقي ويليام لويد جاريسون كلمة في الاجتماع، محذرًا الجمهور من أن بعض الأفراد المدافعين عن الاعتدال والصبر يقومون بإعاقة حركة القضاء على الرقيق في الولايات المتحدة الأمريكية. وقد تضمن الأعضاء القدامى في الجامعة كل من: جوزفين باتلر، رئيسة الرابطة الوطنية للسيدات لإلغاء قانون الأمراض المعدية، واليزابيث ولستينهولم ايلمي صديقة بانكهرست، وهاريوت ايتون ستانتون بلاتش، ابنة إليزابيث كادي ستانتون المؤيدة لحركة اقتراع المرأة في الولايات المتحدة الأمريكية.
اعتُبَرت الجامعة الفرنسية للمرأة (WFL) منظمة متطرفة، وذلك لأنها كانت تدعم إعطاء المرأة حقوًا متساوية فيما يتعلق بالطلاق والإرث. كما انها ناصرت العمل النقابي وسعت نحو التحالف مع المنظمات الأشتراكية.
هاجمت المجموعة الأكثر تحفظًا التي انبثقت عن الجمعية الوطنية لاقتراع المرأة (NSWS) ما أسمته بالتوجه اليساري المتطرف للحركة. وكان رد فعل الجامعة WFL أنها سخرت من الحزب المدافع عن حق المرأة العانس في الاقتراع «حزب اقتراع العانس».، وأصرّت على ضرورة وجود حملة أوسع ضد عدم المساواة الاجتماعية. وقد تسبب تطرف المجموعة في رحيل بعض الأعضاء؛ فقد انسحب كل من بلاتش وايلمي من الجامعة. وهكذا انقسمت المجموعة في السنة التالية.

## حزب العمال المستقل
لم يُكتًب النجاح لمحل بانكهرست، ولم يتمكن من جذب الأعمال في لندن. ونظرًا لتعرض الوضع المالي للأسرة للخطر، سافر ريتشارد مباشرة إلى شمال غرب إنجلترا حيث يوجد العديد من عملائه. وفي عام 1893 أغلقت أسرة بانكهرست المتجر وتوجهوا إلى مانشستر، وقضت عدة أشهر في المدينة الساحلية ساوثبورت، ثم انتقلت إلى قرية ديسلي لفترة وجيزة، وفي النهاية استقرت الأسرة في منزل في ضاحية فكتوريا بارك بمانشستر.
تم تسجيل الفتيات في مدرسة مانشستر الثانوية للفتيات، وهناك عانت الفتيات من الحصار بسبب ارتفاع عدد الطالبات والجداول شديدة الانضباط والصرامة.

بدأت بانكهرست في العمل مع العديد من المنظمات السياسية، وتمكنت بذلك من وضع بصمتها كناشطة سياسية لأول مرة، كما نالت احترام المجتمع. وقد وصف أحد كتاب السيرة الذاتية هذهالفترة «ببزوغ بانكهرست من وراء ظل ريتشارد». فبالإضافة إلى عملها في الدفاع عن حق المرأة في الاقتراع، لعبت دورًا فعالاً في الاتحاد الليبرالي للمرأة (WLF)، مساعد الحزب الليبرالي، لكن سرعان ما خيب ظنها بسبب مواقفه المتراخية لا سيما تخاذله عن مساندة حركة الحكم المستقل لأيرلندا، والقيادة الارستقراطية لـأرشيبالد بريمروز. في عام 1888 التقت بانكهرست بالاشتراكي الإسكتلندي كير هاردي وأصبحا صديقين. وقد تم انتخابه في البرلمان في عام 1891، وبعد مرور عامين ساعد في إنشاء حزب العمال المستقل (ILP). وقد أدى تحمس بانكهرست لمجموعة القضايا التي تعهد الحزب بالتصدي لها إلى استقالتها من الاتحاد الليبرالي للمرأة (WLF) وتقدمها للانضمام إلى الحزب. رفض الفرع المحلى انضمامها إلى الحزب بسبب جنسها، لكنها تمكنت في نهاية اللأمر من الانضمام إلى الحزب على الصعيد الوطني. فيما بعد كتبت كريستبال عن حماس والدتها للحزب ولجهوده المنظمة قائلة: «في هذه اللحظة تمنت أن يكون هناك وسيلة لتصحيح كل خطأ سياسي واجتماعي.»

وكان من بين أحدي نشاطات بانكهرست الأولى في الحزب توزيع الطعام على الفقراء من الرجال والنساء من خلال اللجنة من أجل إغاثة العاطلين عن العمل. وفي ديسمبر/كانون الأول 1894 تم انتخابها للعمل في مجلس الأوصياء المسئول عن قانون الفقراء في شولتون أون مدلوك، وقد هالتها الظرف التي شهدتها بنفسها في إصلاحية مانشستر، وقد عبرت قائلة:
| إميلين بانكيرست | حين ذهبت إلى المكان لأول مرة فزعت لرؤية فتيات في سن سبع وثمان سنوات جاثيات على ركبهن لحك وتنظيف الصخور البارد في الممرات الطويلة... كان التهاب الشعب الرئوية متفشيًا بينهن معظم الوقت... رأيت في هذه الإصلاحية أن السيدات الحوامل يقمن بتنظيف الأرضيات ويقمن بأصعب الأعمال وأكثرها مشقة تقريبًا حتي يأتي ابناءهن للحياة...بالطبع كانت حماية الأطفال في غاية السوء...أنا متأكدة من أن تلك النساء اللاتي لم تتوفر لهم أسباب الحماية وأبنائهن كانوا عوامل قوية ساهمت في تشددشي. | إميلين بانكيرست |

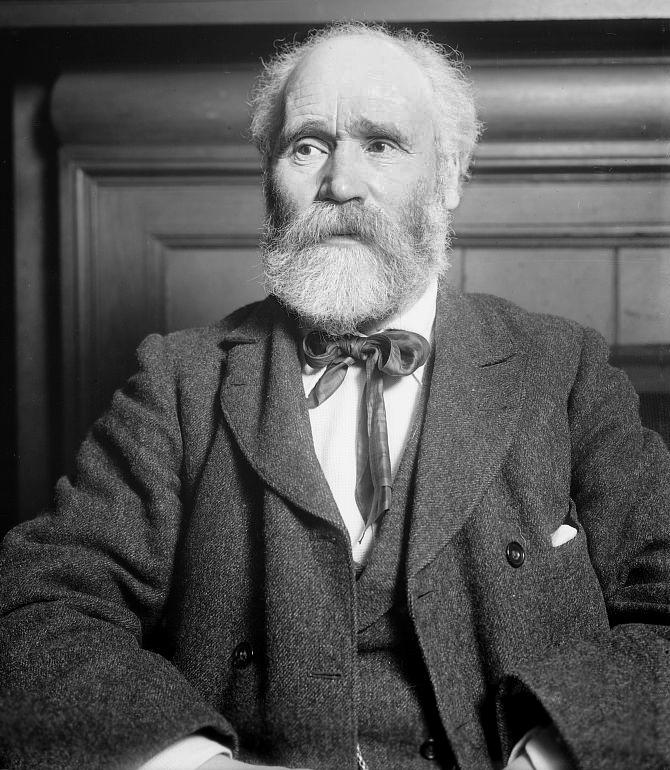
تعاون كير هاردي مع بانكهرست في العديد من القضايا السياسية ، وفيما بعد أصبح صديقًا مقربًا لسيلفيا

بدأت بانكهرست في تغيير هذه الأوضاع على الفور، واستطاعت أن تكون صوتًا ناجحًا في مجلس الأوصياء. وكان خصمها اللدود رجل شديد الانفعال يدعي مينوارينج، يعرف بوقاحته. وعندما أدرك أن صوته المرتفع يضعف فرصه في إقناع حلفاء بانكهرست، قام بوضع ملاحظة بالقرب منه في أثناء الاجتماعات :«تمالك أعصابك».
وبعدما ساعدت بانكهرست زوجها في حملة برلمانية فاشلة أخرى، واجهت مشكلات قانونية عام 1896 عندما قامت ورجلان آخران بخرق حكم قضائي في حق اجتماعات حزب العمال المستقل في حديقة بوجارت هول كلوف. ومع تطوع ريتشارد بوقته كمستشار قانوني، رفضوا دفع الغرامات وامضى الرجلان شهرًا في السجن. لم ينطبق الحكم بالسجن على بانكهرست ربما لأن قاضي التحقيق خشي من رد فعل العامة تجاه حبس أمرأة تحظى بتقدير المجتمع. وحين سألها مراسل الحزب عما إذا كانت مستعدة لقضاء بعض الوقت في السجن، أجابت:«نعم مستعدة تمامًا، لن يكون هذا مروعًا بالنسبة لي، ستكون تجربة قيمة.» وعلى الرغم من أن اجتماعات الحزب أصبحت مسموح بها في النهاية، فإن هذه الحادثة سببت ضغطًا على صحة بانكهرست وسببت خسارة دخل الأسرة.

### وفاة ريتشارد

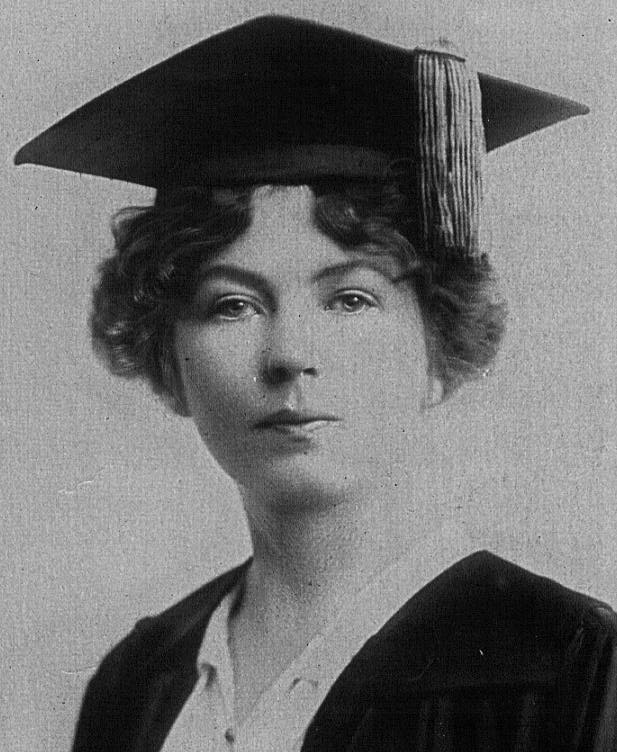
كريستبال بانكهرست، غلبًا ما تعرف بالطفلة المفضلة، قضت قرابة خمسة ععشر عامًا في العمل إلى جانب والدتها من أجل حركة اقتراع المرأة.

في أثناء الصراع في بوجارت هول كلوف، بدأ ريتشارد بانكهرست يشعر بآلام مبرحة في المعدة، لذا انتقلت الأسرة مؤقتًا إلى مببرلي أملاً في أن يساعد هواء القرية في تحسين حالته. وقد استعاد صحته بسرعة وعادت الأسرة مرة أخرى إلى مانشستر في الخريف. وفي صيف 1898، اصيب ريتشارد بانتكاسة في أثناء سفر بانكهرست وابنتهما الكبرى كريستبال إلى كورسيير، سويسرا لزيارة صديقتها نويمي. وهناك وصلتها برقية من ريتشارد تقول: «لست على ما يرام، من فضلك ارجعي إلى المنزل يا حبيبتي». عادت بانكهرست إلى إنجلترا في الحال تاركة كريستبال في رعاية نويمي. وفي 5 يوليو/تموز بينما كانت بانكهرست تستقل القطار المتجه من لندن إلى مانستر، قرأت خبر وفاة ريتشارد بانكهرست.
خلّف فقدان زوج بانكهرست مسئوليات جديدة لها بالإضافة إلى الديون. لذا انتقلت بانكهرست مع اسرتها إلى منزل أصغر واستقالت من مجلس الأوصياء وعملت في تسجيل المواليد والوفيات نظيرأجر تتقاضاه في شولتون. وقد منحها هذا العمل رؤية ثاقبة حول أحوال النساء في المنطقة، وقد دونت في سيرتها الذاتية: "لقد اعتدن على سرد قصصهن لي، بعضها كانت قصصًا مروعة وجميعها مثيرة للشفقة بما تحتويه من صبر وعدم شكوى من الفقر. وقد عززت ملاحظات بانكهرست للاختلافات بين أوضاع الرجل والمرأة ، على سبيل المثال فيما يتعلق باللا شرعية اقتناعها بأهمية حصول المرأة على حق التصويت قبل تحسين أحوالها. وفي عام 1900 تم ترشيحها لمجلس مدرسة مانشستر حيث رأت أمثلة جديدة على معاناة المرأة من عدم وجود مساواة في المعاملة ففضلاً عن الفرص المحدودة. وخلال هذا الفترة أعادت فتح المتجر، على أمل أن يوفر هذا المتجر دخلاً إضافيًا للأسرة.
أخذت الشخصية المستقلة لكل من بنات بانكهرست في التشكل بعد وقت قصير من وفاة والدهم، وقبل هذا انشغلت الفتيات جميعًا بالنضال من أجل حق المرأة في الاقتراع. تمتعت كريستبال بمكانة متميزة من بين أخواتها وهذا ما أشارت إليه سيلفيا عام 1931: «لقد كانت الابنة المفضلة بالنسبة لوالدتنا، وكنا جميعًا نعلم ذلك، وعن نفسي، لم انزعج أبدًا لهذه الحقيقة» ومع هذا، لم تشارك كريستبال والدتها في الحماس والولع بالعمل السياسي إلا بعد أن أصبحت صديقة لكل من الناشطة المناصرة لحق المرأة في الاقتراع استير روبر وإيفا جور بوث ، وسرعان ما انهمكت في حركة حق الاقتراع وانضمت إلى المناسبات الخطابية. أما سيلفيا، فقد تلقت دروسًا على يد فنان محلي محترم وحصلت بعد ذلك على منحة في مدرسة مانشستر للفنون جامعة مانشستر متروبوليتان، ثم تابعت دراسة الفن في فلورنسا والبندقية. أما عن الابنان الصغيران أديلا وهاري، فقد وجدا صعوبة في تحديد مسلك دراستهما، فقد التحقت أديلا بمدرسة داخلية محلية وانقطعت صلتها بأصدقاءها وأصيبت بمرض التقمل، وبينما لاقى هاري صعوبات في المدرسة، حيث عانى من الحصبة ومشكلات بصرية.

## الاتحاد السياسي والاجتماعي للمرأة

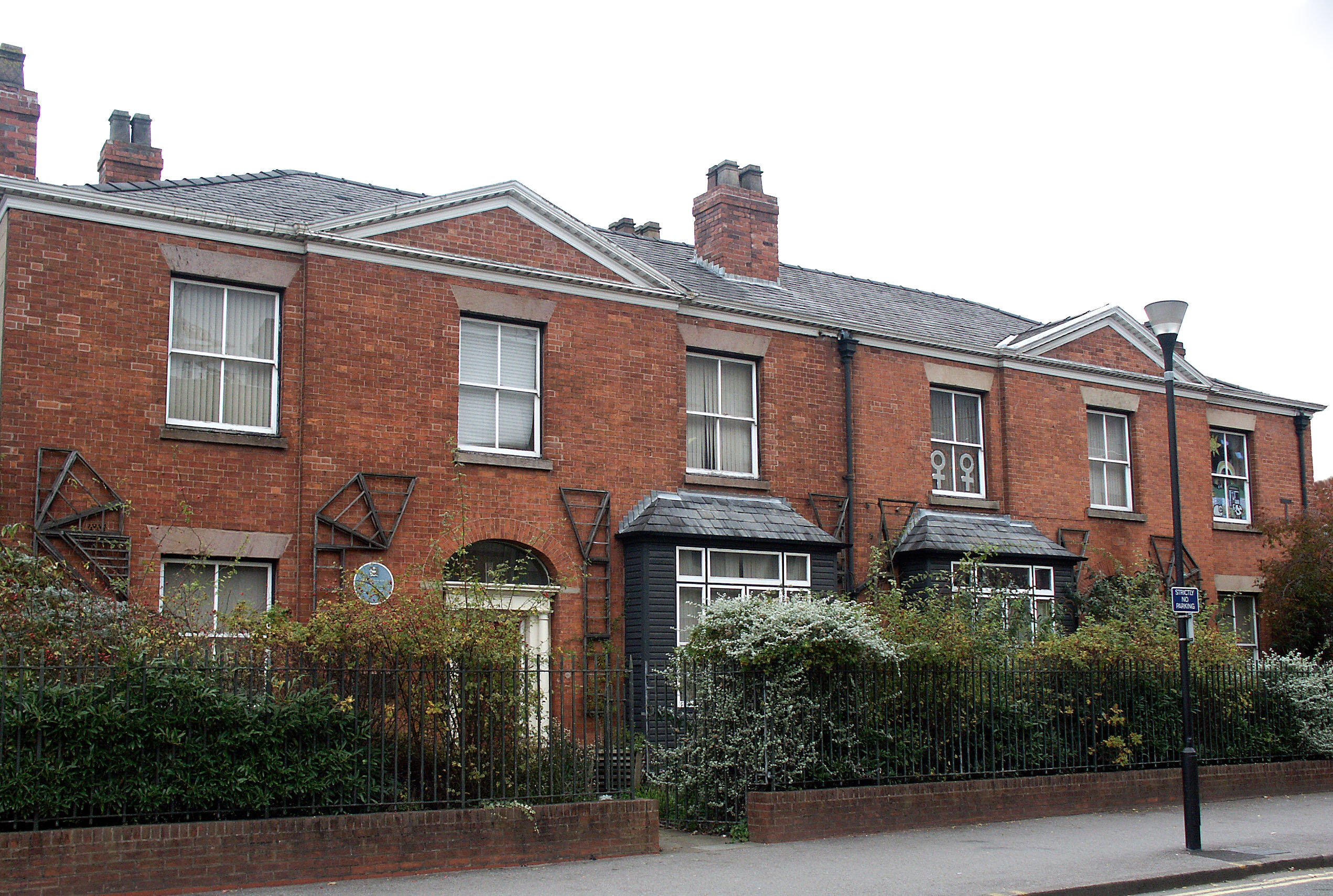
تم انشاء الاتحاد السياسي والاجتماعي للمرأة في منزل بانكهرست في 62 شارع شارع نلسون، مانشستر، في 1903. وقد تحولت فيلا Victoria II الآن إلى مركز بانكهرست

بحلول عام 1903، أدركت بانكهرست أن الخطابات المعتدلة والوعود التي قطعها أعضاء البرلمان بشأن حق المرأة في الاقتراع لم تحصد أي تقدم. ففقد تم إلغاء قوانين الاقتراع لعام 1870، 1886، 1897 التي أظهرت وعودًا بحق المرأة في التصويت. كما شكّت في أن يصبح حق اقتراع المرأة ضمن أولويات الأحزاب السياسية في ظل وجود عناصر بنود عديدة في أجندة كل حزب. حتى أنها انفصلت عن حزب العمال المستقل عندما رفض التركيز على المطالبة بحق المرأة في التصويت. كانت بانكهرست تؤمن بضرورة التخلي عن التكتيكات والأساليب الصبورة للجماعات المناصرة للمرأة الموجودة، مفضلة الإجراءات الأكثر تشددًا وصرامة. نتيجة لذلك، أسست بانكهرست بالتعاون مع العديد من رفاقها الاتحاد السياسي والاجتماعي للمرأة (WSPU)، وهو عبارة عن منظمة مفتوحة للنساء فقط تركز على العمل المباشر لكسب حق التصويت. وقد كتبت فيما بعد : «شعارنا الدائم هو الأفعال وليس الأقوال»
لم ينتهج الاتحاد المتشدد أساليبًا عنيفة في بادئ الأمر، فبالإضافة إلى إلقاء الخطب وجمع التوقيعات على العرائض قام الحزب بعقد اجتماعات وعمل نشرات للمطالبة بحق التصويت للمرأة. فضلاً عن ذلك، قام الاتحاد بعقد جلسات نسائية بحيث تتزامن مع جلسات الحكومة الرسمية. لكن عندما تم تعطيل مشروع قانون اقتراع المرأة في 12 مايو/أيار عام 1905، بدأت بانكهرست وباقي أعضاء الاتحاد في الاحتجاج العلني خارج مبنى البرلمان ، وعلى الفور حاصر رجال الشرطة المبنى وأجبرتهم على البابتعاد عن المبنى، لكنهم تجمعوا من جديد وطالبوا بتمرير مشروع القانون. وعلى الرغم من عدم تمرير القانون، اعتبرت بانكهرست هذا الاحتجاج خطوة ناجحة للسلطة المتشددة في كسب الانتباه. في هذا الصدد، أعلنت بانكهرست في 1906 : «وأخيرًا تم الاعتراف بنا كحزب سياسي، لقد أصبحنا الآن في غمار العمل السياسي، كما أصبحنا قوة سياسية.»
ظهرت فاعلية بنات بانكهرست الثلاثة في الاتحاد قبل وقت طويل. تم القبض على كرسيتبال بعد قيامها بالبصق على أحد رجال الشرطة في أثناء اجتماع الحزب الليبرالي في أكتوبر/تشرين الأول
1905. بعد ذلك بعام ، تم القبض على سيلفيا وأديلا في أثناء احتجاج خارج البرلمان. وقد تم القبض على بانكهرست للمرة الأولى في فبراير/شباط 1908 عندما حاولت دخول البرلمان لتقديم قرار احتجاجي لرئيس الوزراء هربرت أسكويث وقد اتهمت بوضع العراقيل وحكم عليها بالسجن لمدة ستة أشهر. وقد هاجمت ظروف حبسها علنًا ومنها القوارض وقلة الطعام «والتعذيب المتحضر من الحبس الانفرادي والصمت المطبق.» الذي خضعت له بانكهرست وغيرهم. رأت بانكهرست في السجن وسيلة لنشر ضرورة حصول المرأة على حق التصويت؛ ففي يونيه/حزيران عام 1909 صفعت شرطي مرتين على وجهه لضمان دخول السجن. وقد تم القبض على بانكهرست سبع مرات قبل التصديق على حق المرأة في التصويت. وفي أثناء محاكمتها في 21 أكتوبر/تشرين الأول قالت للمحكمة: «نحن هنا ليس لأننا خارجون عن القانون بل بسبب جهودنا لوضع القانون.»

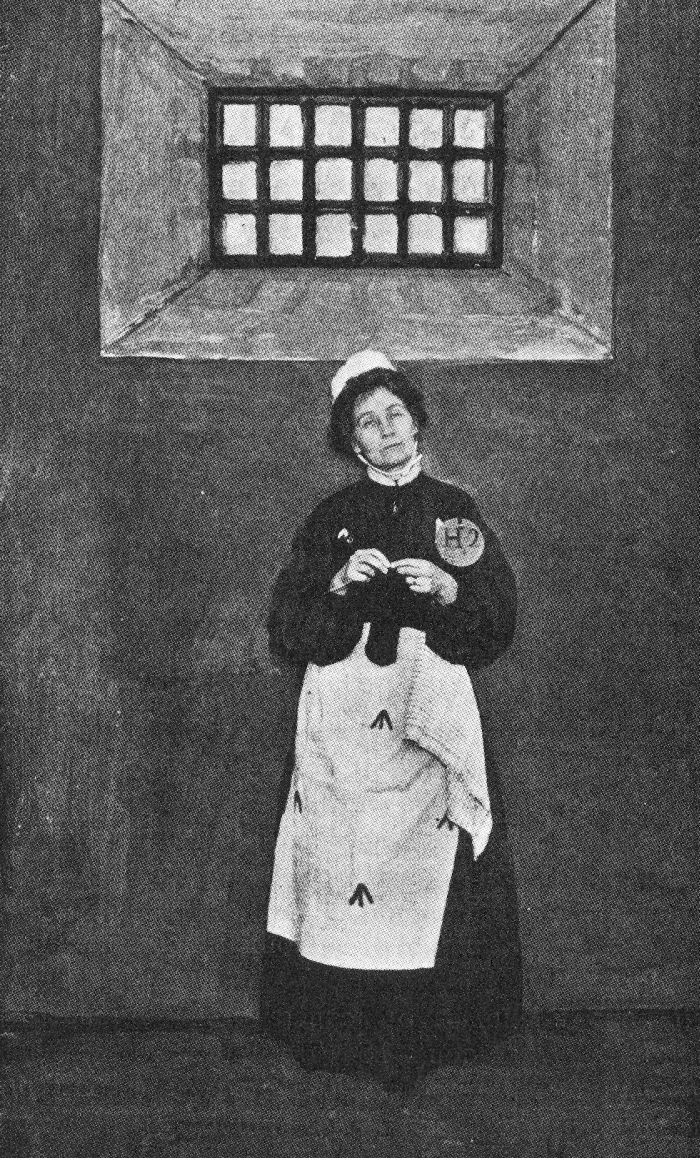
ايملين بانكهرست (مرتدية ملابس السجن) وصفت أول سجن لها "كأنسان في طور التحول إلى وحش بري."

كان التركيز الحصري للاتحاد السياسي والاجتماعي للمرأة سمة مميزة لتشدد الحزب. فبينما وافقت المنظمات الأخرى على العمل مع الأحزاب السياسية المستقلة أصر الاتحاد على الانفصال عن الأحزاب السياسية التي لا تعطي الأولوية لحق المرأة في الاقتراع ومعارضتها في كثير من الأحيان. كما ثار الاتحاد ضد جميع المرشحين الذين ينتمون للحزب الحاكم، وذلك لأنه رفض تمرير تشريع بحق المرأة في الاقتراع، مما عرض الاتحاد إلى مواجهات فورية مع منظمي الحزب الليبرالي، على الرغم من مساندة العديد من الأعضاء الليبراليين لحق المرأة في الاقتراع (كان رئيس الوزراء المستقبلي ونستون تشرشل أحد الخصوم المبكرين للاتحاد السياسي والاجتماعي للمرأة، وقد عزا أحد خصوم تشرشل هزيمته جزئيًا إلى «تلك السيدات الاتي ضُحِك عليهن»)
تعرض الحزب للمضايقة والسخرية بسسب إفسادهم لانتخابات مرشي الحزب الليبرالي. في 18 يناير/ كانون الثاني، هاجم حشد من الرجال فقط من أنصار الحزب الليبرالي كل من بانكهرست وزميلتها نيللي مارتل حيث اتهموا الاتحاد السياسي والاجتماعي للمرأة بالتسبب في خسارتهم في الانتخابات الجزئية الأخيرة أمام المرشح المحافظ. قام الرجال بإلقاء الطين، والبيض الفاسد، والصخور العالقة في الثلج، مما أدى إلى إصابة بانكهرست بكدمات في كاحلها. وقعت مشاحنات مماثلة مع حزب العمال فيما بعد، حتى أعطى قادة الحزب الأولوية لحق المرأة في التصويت. ومع ذلك، تعهد الاتحاد بالاستمرار في الانشطة المتشددة، حيث اعتبرت بانكهرست وآخرون في الاتحاد سياسة الحزب مشتتة للهدف الخاص بحق المرأة في الاقتراع، كما انتقدوا المنظمات الأخرى التي وضعت ولائها للحزب قبل حق المرأة في التصويت.
على الرغم من حصول الحزب على الشهرة والاعتراف به، وقفت بانكهرست في وجه الجهود الرامية إلى إضفاء الطابع الديموقراطي على المنظمة نفسها. في عام 1907، دعت مجموعة صغيرة من الاتحاد بقيادة تيريزا بيلينغتون-جريج إلى المزيد من مشاركة المناصرين لحق المرأة في الاقتراع من العامة في الاجتماعات السنوية للاتحاد، وقد أعلنت بانكهرست ردًا على الدعوة في الاجتماع الأخير للاتحاد السياسي والاجتماعي للمرأة أن عناصر دستور المنظمة ذات الصلة باتخاذ القرار باطلة وألغت الاجتماعات السنوية. كما أصرّت على السماح للجنة صغيرة يتم اختيارها في حضور الأعضاء بالمساعدة في تنظيم أنشطة الاتحاد. تم اختيار ايملين بانكهرست وابنتها كريستبال (بالإضافة إلى مابل توك وايملين لورانس) أعضاءًا في اللجنة الجديدة. ونتيجة للشعور بالإحباط استقال العديد من الأعضاء ومن بينم بيلينغتون-جريج وشارلوت ديسبارت لتكوين منظمتهم (جامعة حرية المرأة). رفضت بانكهرست نقد هيكل قيادة الاتحاد السياسي والاجتماعي للمرأة وذلك في سيرتها الذاتية عام 1914:
```
"كلما فقدت إحدى العضوات أو مجموعة من العضوات الثقة في في سياستنا في أي لحظة؛ أو إذا رأت إحداهن وجوب إحلال بعض السياسات الجديدة، 
أو حاولت تعقيدالقضية من خلال إضافة سياسات أخرى، توقفت في الحال. هل أبدو استبدادية؟ بعض الشيء، ولكنكم قد تعترضون لأنه من المفترض 
أن تتسم المنظمة المنادية بحقالاقتراع بالديموقراطية.حسنًا لا تتفق عضوات الاتحاد السياسي والاجتماعي للمرأة معكم على هذا؛ فنحن لا نعترف 
بفاعلية المنظمات التقليدية المنادية بحق الاقتراع. فالاتحاد السياسي والاجتماعي للمرأة لا يعبأ بالقوانين المعقدة؛ فليس لدينا دستور أو 
لوائح داخلية، لا شيء يمكن تعديلهأو العبث به أو التشاجر عليه في الاجتماعات الثانوية... الاتحاد السياسي والاجتماعي للمرأة باختصار هو 
الجيش المدافع عن حق الاقتراع في ساحة المعركة." 
[
70
]
```

### التصعيد التكتيكي
في 21 يونيو/حزيران 1908، احتشد 500 ألف من النشطاء في حديقة هايد بارك للمطالبة بحق المرأة في التصويت، لكن هذا الأمر لاقي عدم مبالاة من اسكويث والنواب القياديين في البرلمان. وقد دفع الغضب من التعنت والأفعال المشينة التي تقوم بها الشرطة العديد من أعضاء الاتحاد السياسي والاجتماعي للمرأة إلى التصعيد وزيادة حدة أفعالهم. وقد أعقب هذا الحشد قيام اثنتا عشرة سيدة بالتجمع في ساحة البرلمان وقد حاولن إلقاء خطب عن حق المرأة في اقتراع، لكن رجال الشرطة حاصروا العديد من السيدات وقاموا بدفعهم إلى حشد من خصومهم الذين تجمعوا في الجوار. ونتيجة لشعور كل من إديث نيو وماري لي -العضوتان في الاتحاد السياسي والاجتماعي للمرأة- بالإحباط، توجهتا إلى 10 شارع دونينغ وقامتا بإلقاء الحجارة على نوافذ منزل رئيس الوزراء، وقد أصرتا أن ما قامتا به لا يمت بصلة لقيادة الاتحاد السياسي والاجتماعي للمرأة، ومع هذا أبدت بانكهرست موافقتها على فعلهما. وحين حكم القاضي على كل من نيو ولي بالسجن لمدة شهرين، ذكرت بانكهرست المحكمة بأفعال الشغب التي فام بها السياسيون الرجال من تحطيم للنوافذ من أجل الحصول على حقوق مدنية وقانونية.

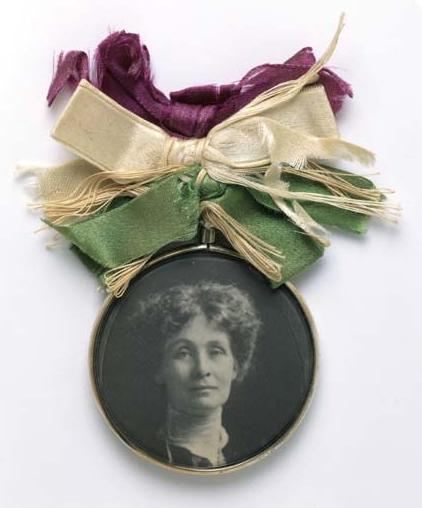
شارة تحمل صورة ايملين بانكهرست تباع بأعداد كبيرة عن طريق الاتحاد السياسي والاجتماعي للمرأة لجمع الأموال - متحف لندن

وفي عام 1909، أضيف الإضراب عن الطعام إلى أسلحة المقاومة التي لجأ إليها الاتحاد. ففي 12 يونيو/حزيران، عندما تم إلقاء القبض على ماريون الاس دنلوب لقيامها بكتابة مقتطفات من وثيقة حقوق 1689 على جدران مجلس العموم، لجأت دنلوب إلى الإضراب عن الطعام نتيجة لاستياءها من أوضاع السجن. وبعد أن ثبتت فاعلية هذه الطريقة، بدأت أربع عشرة امرأة ممن تم حبسهم بتهمة تحطيم النوافذ في الاضراب عن الطعام، وسرعان ما اشتهرت عضوات الاتحاد السياسي والاجتماعي للمرأة بالقيام بالاضرابات المطولة احتجاجًا على احتجازهم. لكن كثيرًا ما قامت إدارة السجن بإجبارهن على تناول الطعام عن طريق أنابييب يتم إدخالها في الأنف والفم. أدانت العديد من المناصرات لحق المرأة في الاقتراع والعديد من الأطباء المحترفين الأساليب المؤلمة (التي تشمل استخدام الكمامات المعدنية للإجبار على فتح الفم.
إن مثل هذه التكتيكات أدت إلى وقوع توترات بين الاتحاد السياسي والاجتماعي للمراة وبين المنظمات الألأكثر اعتدالاً التي انندمجت مع الاتحاد الوطني لجمعيات حق المرأة في الاقتراع (NUWSS). كانت رئيسة هذا الاتحاد ميليسنت فاوست تشيد بشجاعة عضوات الاتحاد السياسي والاجتماعي للمرأة وتفانيهن في الدفاع عن القضية، ولكن بحلول 1912، أعلنت الاضراب عن الطعام ما هو إلا وسيلة للدعاية العامة، كما أن مثل هذه الأنشطة المتشددة «تعد عقبة رئيسية في طريق نجاح حركة الفاع عن حق حق المرأة في الاقتراع في مجلس عموم المملكة المتحدة|مجلس العموم». وقد رفضت عضوات الاتحاد الوطني لجمعيات حق المرأة في الاقتراع الانضمام إلى مسيرة للجماعات المنادية لحق اقتراع المرأة بعدما فشلت في اقناع الاتحاد السياسي والاجتماعي للمرأة بالتوقف عن تدمير الممتلكات. ولهذه الأسباب أيضًا استقالت اليزابيث غاريت اندرسون ، شقيقة فاوست من الاتحاد السياسي والاجتماعي للمرأة.
تباينت أراء الصحافة حول تكتيكات الاتحاد؛ حيث أشار العديد من الصحفيين إلى استجابة حشود من النساء لخطابات بانكهرست بشكل ايجابي، بينما أدان البعض الآخر منهجها المتطرف في الذفاع عن القضية. وقد حثتها صحيفة الديلي نيوز على إتخاذ نهج أكثر اعتدالاً، كما أدانت منافذ صحفية أخرى تحطيم الزجاج على يد عضوات الاتحاد. وفي عام 1906 أشار تشارلز هاندز الصحفي بجريدة الديلي ميل إلى النساء المتطرفات اللاتي يستعملن المصطلح المصغر «سوفرجت» بدلاً من مصطلح «المنادي بحق المرأة في الاقتراع» القياسي. والجدير بالذكر أن بانكهرست وحلفاءها قاموا بتصغي الاسم لأنفسهم كي يميزهم عن الحركات المعتدلة.
كان النصف الأخير من العقد الأول للقرن يمثل فترة حزن ووحدة وعمل دءوب بالنسبة لبانكهرست. ففي عام 1907 باعت منزلها وبدأت في حياه الترحال من مكان لآخر للمناداة بحق المرأة في الاقتراع، ومكثت مع أصدقاءها في الفنادق حاملة معها أغراضها القليلة في حقائب. وعلى الرغم من تحمس بانكهرست بالنضال واستمتاعها الشديد ببث الطاقة في الآخرين، فإن تنقلها المستمر يعني انفصالها عن أبناءها، لاسيما كريستبال التي أصبحت المنسقة القومية للاتحاد السياسي والاجتماعي للمرأة. وفي عام 1909 بينما كانت بانكهرست تخطط لجولة محاضرات في الولايات المتحدة، أصيب هاري بالشلل بعد أن أصيب عموده الفقري بالالتهاب، وقد ترددت بانكهرست في مغادرة البلد في أثناء مرض ابنها لكنها تحتاج إلى المال من أجل علاجه ومن المتوقع أن تكون الجولة مربحة. وعند عودتها من جولة ناجحة، جلست بجار جثمان هري المتوفي في في 5 يناير/كانون الثاني 1910. وبعد مرور خمسة أيام قامت بدفن ابنها، ثم خطبت أمام خمسة الآلاف شخص في مانشستر، وبقى أنصار الحزب الليبرالي الذين جاءوا لمقاطعتها صامتين في أثناء خطابها للجماهير.

### المصالحة، والإطعام القسري، والحرق العمد للممتلكات

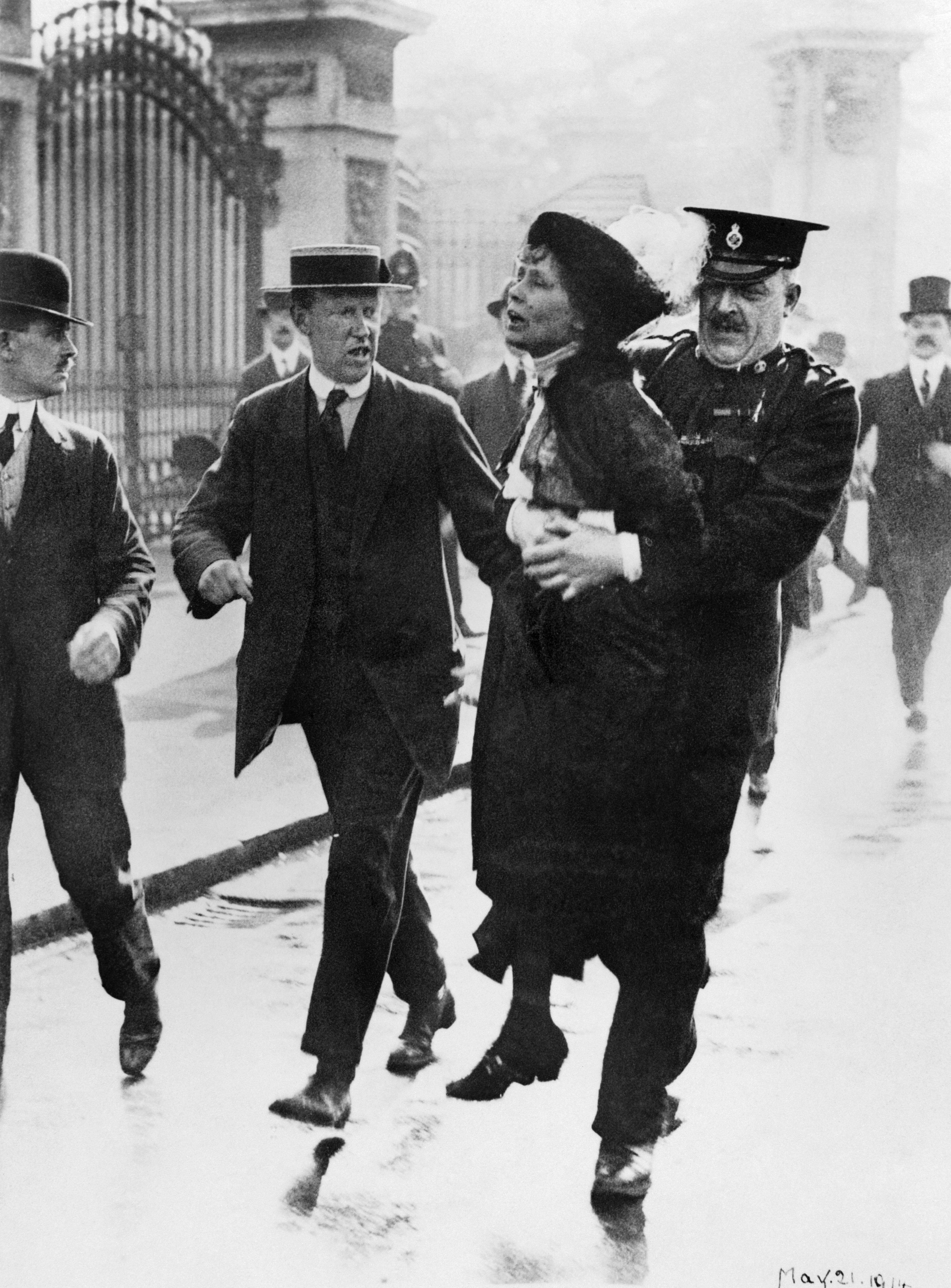
بانكهرست في أثناء القبض عليها أمام قصر بكنجام بينما كانت تحول تقديم عريضة لجورج الخامس ملك المملكة المتحدة في مايو 1914

عقب خسائر الليبرالين في الانتخابات عام 1910، ساعد هنري براسيلفورد العضو بحزب العمال المستقل والصحفي على تنظيم لجنة مصالحة لحركة اقتراع المرأة ضمت 54 من أعضاء البرلمان من أحزاب متعددة. وقد بدا أن مشروع قانون المصالحة محدد بشكل ضيق بيد أنه لايزال محاولة هامة لمنح المرأة حق التصويت. وهكذا وافق الاتحاد السياسي والاجتماعي للمرأة على التوقف عن دعمهم لتحطيم النوافذ والاضراب عن الطعام بينما كان يتم التفاوض عليه. وعندما أصبح من الواضح أن القانون لن يتم تمريره، أعلنت بانكهرست: «إذا قامت الحكومة بقتل القانون، على الرغم من كل ما نبذله من جهد... سيكون عليّ إعلان انتهاء الهدنة.»  وحين فشلت الهدنة، قادت بانكهرست مسيرة احتجاجية مكونة من ثلاثمائة أمرأة إلى ميدان البرلمان في 18 نوفمبر/ تشرين الثاني. قوبلت المسيرة برد فعل عنيف من الشرطة بتوجيه من وزير الداخلية ونستون تشرشل، وقام رجال الشرطة بتوجيه اللكمات والأسلحة الملتوية للمسيرة. وعلى الرغم من السماح لبانكهرست بدخول البرلمان ، رفض رئيس الوزراء اسكويث مقابلتها، وقد عرف يوم الحادث بالجمعة السوداء.
وبعد أن تم تقديم مشاريع قوانين مصاللحة لاحقة، دعا قادة الاتحاد السياسي والاجتماعي للمرأة إلى وقف التكتيكات المتشددة. وفي 21 مارس/ آذار، تعرض مشروع القانون الثاني للخطر، لذا شاركت بانكهرست في تحطيم النوافذ، وقد دفع التخريب العنيف للممتلكات الشرطة إلى مداهمة مكاتب الاتحاد السياسي والاجتماعي للمرأة. تمت محاكمة كل من بانكهرست وايملين لورانس في محكمة أولد بيلي Old Bailey وإدانتهما التآمر لتخريب الممتلكات. كما كانت كريستبال، التي أصبحت المنسق الرئيسي للمنظمة بحلول 1912، مطلوبة من الشرطة، لذا هربت إلى باريس حيث قامت بتوجيه إستراتيجية الاتحاد من المنفي. ومن داخل سجن هولواي، نظمت بانكهرست إضرابًا عن الطعام من أجل تحسين أوضاع المناصرات لحق اقتراع المرأة في الزنازين المجاورة، وبسرعة انضمت إليها لورانس وعضوات الاتحاد الأخريات، وقد وصفت في سيرتها الذاتية الصدمة الناتجة عن الإطعام القسري: «أصبح سجن هولواي مكان للفزع والتعذيب، كانت مشاهد العنف المقززة تحدث كل ساعة حيث كان الأطباء ينتقلون من زنزانة لأخرى لأداء مهمتهم البشعة.»  وحين حاول الضباط الدخول إلى زنزانة بانكهرست، قامت برفع إبريق من الطين فوق رأسها وصاحت قائلة: «إذا تجرأ أي منكم على أخذ خطوة واحدة إلى داخل الزنزانة، فسأقوم بالدفاع عن نفسي.»  لم تتعرض بانكهرست لمحاولات أخرى للإطعام القسري بعد هذه الحادثة، لكنها استمرت في خرق القانون وعندما سُجٍنت قامت بتجويع نفسها احتجاجًا. وخلال العامين التاليين، تم إلقاء القبض عليها عدة مرات ولكن كان يتم إطلاق سراحها بعد عدة أيام بسبب تدهور صحتها. وفيما بعد قامت حكومة اسكويث بسن قانون القط والفأر (Cat and Mouse Act) الذي سمح بإطلاق سراح المناصرات لحق المرأة في الاقتراع اللاتي يعانين من سوء الحالة الصحية. وقد أدرك مسؤلو السجن حدوث كارثة محتملة في العلاقات العامة إذا تم إخضاع قيادة الاتحاد السياس والاجتماعي للمرأة للإطعام القسري أو التعذيب في السجن، ومع هذا رجال الشرطة يلقون القبض عليها في أثناء خطبها أو مسيراتها. حاولت بانكهرست تفادي اعتداءات الشرطة عن التنكر، وفي النهاية أسس الاتحاد السياسي والاجتماعي للمرأة فرقة حرس شخصي من الفتيات المدربات على المصارعة اليابانية (جوجوتسو) لحمايتها جسديًا من الشرطة. استهدفت الشرطة بانكهرست وبعض المرافقات مما نتج عنه اشتباكات بالأيدي في الوقت الذي حاولت فيه الشرطة اعتقال بانكهرست.
وفي عام 1912، تبنت عضوات الاتحاد سياسة الحرق العمد للممتلكات، بوصفها تكتيك آخر لكسب حق التصويت. وبعدما قام رئيس الوزراء اسكويث بزيارة مسرح رويال (Theatre Royal) في دبلن، حاولت ناشطات السوفرجت غلاديس إيفانز، ماري لي، ليزي بيكر ومابل كابر إحداث انفجار باستخدام البارود والبنزين.مما نتج عنه أضرار طفيفة. وفي الليلة نفسها، ألقت ماري لي بفأس على عربة بها جون ريدموند واللورد مايور ورئيس الوزراء اسكويث . وفي خلال العامين التاليين، قامت النساء بإشعال النار في مبنى لبيع المرطبات في حديقة ريجينت، وفي أحد البيوت النباتية في حدائق النباتات الملكية كيو، وفي صناديق البريد، وإحدى عربات السكك الحديدية. لم تقم أي من بانكهرست أو كريستبال بالتحريض على هذه الأفعال، ومع هذا كانتا تدعمان الأنشطة العنيفة التي تقوم بها المناصرات لحق المرأة في الاقتراع. وكان هناك حوادث مشابهة في أماكن مختلفة من الدولة ؛ فمثلاً وضعت إحدى عضوات الاتحاد بلطة صغيرة مكتوب عليها «التصويت للمرأة» في عربة رئيس الوزراء،  فيما استخدمت بعض المناصرات لحق المرأة في الاقتراع مواد حمضية لإشعال الشعار نفسه في ملاعب الجولف التي يستخدمها أعضاء البرلمان. وفي عام 1914، قامت ماري ريتشاردسون بإحداث شق في لوحة روكبي فينوس Rokeby Venus للفنان رييغو فيلاثكيت احتجاجًا على سجن بانكهرست.

## الانشقاق والطرد
أدى تصديق الاتحاد السياسي والاجتماعي للمرأة على تخريب الممتلكات إلى رحيل العديد من الأعضاء البارزين. كانت ايملين لورانس وزوجها فريدريك أول المغادرين. كان كلاهما عضوان مشاركين في قيادة الاتحاد لكنهما وجدا نفسيهما في صراع مع كريستبال حول مدى تهور هذه التكتيكات العنيفة، وبعد عودتهما من أجاوة قضياها في كندا، وجدا أن بانكهرست قامت بطردهما من الاتحاد. وعلى الرغم من استياء الزوجين من القرار، ظلا يمدحان بانكهرست أمام العامة تجنبًا لوقوع انقسام في الحركة. وفي الوقت نفسه، تركت اديلا الاتحاد بسبب رفضها لقيام الاتحاد بدعم تخريب الممتلكات وشعورها بضرورة التركيز على الاشتراكية. نتيجة لذلك، حدث توتر في علاقة اديلا بأسرتها لاسيما كريستبال.

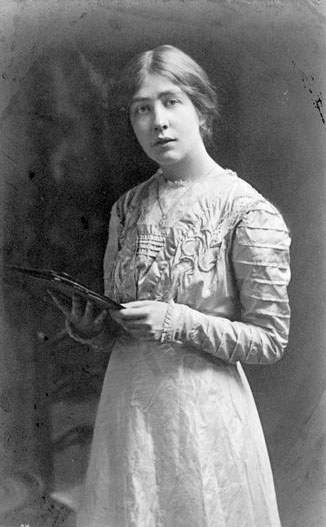
بعد طرد سلفيا ابنة باكهرست من الاتحاد، شعرت بالجرح الذي يشعر به المرء حين يحارب عدو لدود ، لكن الطعنة تأتي إليه من صديق حميم.

جاء الشرخ الأعظم في أسرة بانكهرست في نوفمبر/تشرين الثاني 1913 عندما قامت سيلفيا بدعم منظم العمال جيم لاكرين في اجتماع للاشتركين والنقابيين. فقد كانت سيلفيا تعمل مع اتحاد شرق لندن الفيدرالي للمناصرات لحق المرأة في الاقتراع (East London Federation for Suffragettes ELFS) الذي يعد الفرع المحلي للاتحاد السياسي والاجتماعي للمرأة وثيق الصلة بالاشتراكيين والعمال المنظمين. لذا أدت صلة سيلفيا الوثيقة بجماعات العمال وظهورها على خشبة المسرح بصحبة فريدريك لورانس - الذي كان يخاطب الحشود أيضًا- إلى اقناع كريستبال بأن أختها تنظم جماعة لتتحدى في الدفاع عن حق المرأة في الاقتراع. أصبح الخلاف عامًا واستعرض أعضاء الجماعات بما فيها الاتحاد السياسي والاجتماعي للمرأة WSPU، وحزب العمال المستقل ILP، واتحاد شرق لندن الفيدرالي ELFS خلافاتهم على الملاء.
وفي يناير/كانون الثاني تم استدعاء سيلفيا إلى باريس، حيث كانت بانكهرست وكريستبال في انتظارها. في ذلك الوقت كانت بانكهرست عائدة للتو من جولة أخرى في الولايات المتحدة، كما تم الإفراج عن سيلفيا من السجن للتو، لذا كانت السيدات الثلاثة في حالة من الانهاك والتوتر مما أضاف بشكل ملحوظ إلى الخلاف بينهن. وفي ذلك الصدد، وصفت سيلفيا في كتابها (حركة حق المر أة في الاقتراع) عام 1931 كريستبال بأنها شخصية غير عاقلة:
توجهت إليّ قائلة: «إن لديك أفكارك الخاصة، نحن لا نريد هذا، فنحن نريد أن تتلقى جميع النساء الارشادات وأن يسرن بخطوة واحدة كالجيش!» ولكوني في ذلك الوقت متعبة ومريضة للغاية بحيث لا يمكنني جدالها، لم أحسن ردًا وبقيت صامتة. كنت حزينة بسبب قسوتها، كما بدا تمجيدها للاوتوقراطية بعيد كل البعد عن النضال الذي نتحرك من أجله، والحرب الشرسة التي تمضي في السجون. لقد فكرت في الآخرين الذين تم إبعادهم بسبب بعض الخلافات الطفيفة.
أمرت كريستبال، بمباركة والدتها، فريق سيلفيا بالانفصال عن الاتحاد WSPU كما حاولت بانكهرست إقناع اتحاد شرق لندن الفيدرالي بإزالة كلمة المناصرات لحق المرأة في الاقتراع من اسمه. وحين رفضت سيلفيا ، إرسلت إليها خطابًا غاضبًا . أما عن اديلا ، فبعدما أصبحت بلا عمل وغير متأكدة من مستقبلها، أصبحت مصدرًا لقلق بانكهرست لذا قررت إرسالها إلى أستراليا وتحملت تكاليف الانتقال إلى هناك، ومنذ ذلك الحين لم تتقابلا مرة أخرى.

## الحرب العالمية الأولى

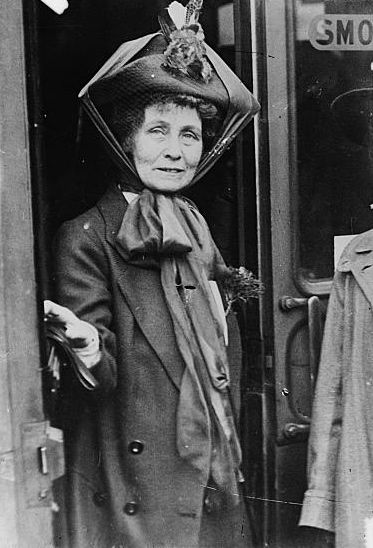
ايملين بانكهرست

حين اندلعت الحرب العالمية الأولى في أغسطس 1914، اعتبرت كل من كريستبال وبانكهرست أن التهديد الألماني يعد خطرًا على البشرية جمعاء، كما شعرتا بحاجة الحكومة البريطانية إلى دعم المواطنين جميعًا. لذا اقنعت الاتحاد السياسي والاجتماعي بالتوقف عن الأنشطة المتشددة حتى يتوقف القتال في الأراضي الأوروبية. لم يعد الوقت مناسبًا للخلاف أو الغضب، وقد كتبت كريستبال مؤخرًا : «إن هذا نضال قومي، وبصفتنا مناصرات لحق المرأة في الاقتراع لا يمكننا أن نكون سلميين بأي ثمن.»  حدثت هدنة بين الحكومة والاتحاد وتم الإفراج عن جميل المعتقلين، كما عادت كريستبال إلى لندن. وضعت بانكهرست وكريستبال الاتحاد السياسي والاجتماعي في خدمة الجهد الحربي. حذرت كريستبال من «الخطر الألماني» في أول خطاب لها بعد عودتها إلي بريطانيا، كما حثت النساء المتجمعات باتخاذ الفرنسيات قدوة ؛ فبينما «كان الرجال في القتال، حرصت النساء الفرنسيات على تسسير أمور الدولة ، كالقيام بالحصاد وتنفيذ الصناعات». 6 كما شجعت بانكهرست الرجال على التطوع في الصفوف الأمامية.
لم تبد أي من سيلفيا أو اديلا حماسة تجاه الحرب كما أبدت والدتهما. وبسبب اتباعهما لنهج السلامية، رفضت كل منهما دعوة الاتحاد السياسي والاجتماعي للمرأة إلى دعم الحكومة. ونتيجة لتبني سيلفيا لمنظور اشتراكي، كانت مقتنعة بأن الحرب ما هي إلا مثال آخر على الاوليغاشية الرأسمالية التي تستغل الجنود والعمال الفقراء.

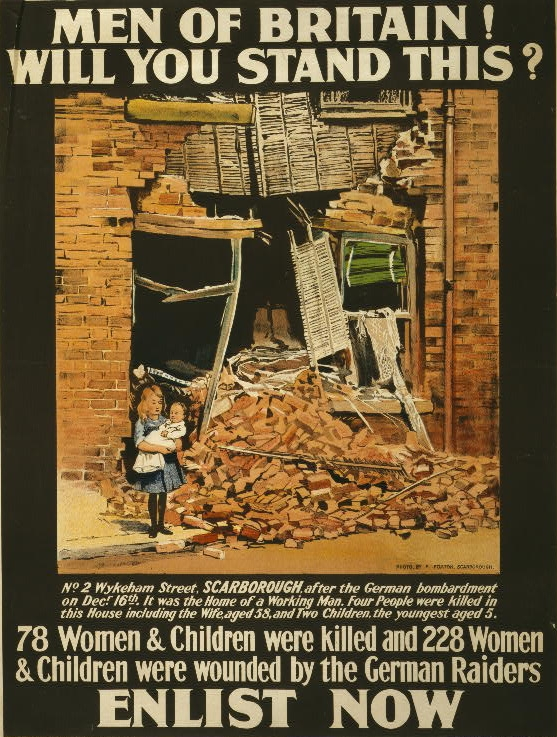
اعتقدت بانكهرست أن التهديد الذي يفرضه "الخطر الألماني" كما أطلقت عليه، خلال الحرب العالمية الأولى يفوق الحاجة إلى الحصول على حق المرأة في الاقتراع. في هذا الصددد صرحت: «عندما يحين الوقت سنجدد القتال، لكن في الوقت الحالي علينا بذل قصار جهدنا لمحاربة العدو اللدود.»

وفي الوقت نفسه، هاجمت اديلا الحرب في أستراليا وأعلنت معارضتها للتجنيد الإلزامي. نتيجة لذلك كتبت بانكهرست رسالة قصيرة إلى سيلفيا تقول فيها: «لقد أصابني الخزي عندما عرفت أي موقف تتخذون.» 6 لم تكن بانكهرست تطيق صبرًا على المعارضة داخل الاتحاد السياسي والاجتماعي للمرأة ، فحين توجهت ماري لي، العضوة ذات الباع الطويل في الاتحاد، بسؤال في أثناء اجتماع أكتوبر 1915، أجابت بانكهرست : «إن هذه المرأة مناصرة للألمانت ولابد أن تغادر هذه القاعة... إنني أدين مناصرتك للألمان واتمنى أن أنسى وجود شخص مثلك بيننا يومًا ما.»  انصدم العديد من أعضاء الاتحاد السياسي والاجتماعي للمرأة بسبب هذا الإخلاص المفاجئ للحكومة . وقد تخلت القيادة عن الجهود المبذولة لكسب حق المرأة في التصويت من أجل الاهتمام الجديد للمنظمة. وقد تسبب هذا الأمر في انفصال فريقان عن الاتحاد السياسي والاجتماعي للمرأة : المناصرات لحق المرأة في الاقتراع في الاتحاد السياسي والاجتماعي للمرأة The Suffragettes of the Women's Social and political Union SWPU)) والاتحاد السياسي والاجتماعي المستقل للمرأة (Independent Woman's Social and Political Union IWSPU) فكلاهما كان مكرسًا للضغط من أجل الحصول على حق المرأة في الاقتراع. كرست بانكهرست نفس القدر من الطاقة والعزيمة الذي سبق ووضعته للدفاع عن حق المرأة في الاقتراع، للتأييد الوطني للجهود الحربية، فقد نظمت مسيرات وتوجهت لإلقاء خطب باستمرار، كما اقنعت الحكومة بإدخال المرأة ضمن العمالة في الوقت الذي يحارب فيه الرجال خارج البلاد. وتعد مشكلة مواليد الحرب من القضايا التي شغلت تفكيرها في هذا الوقت، وتشير هذه القضية إلى الأطفال الذين يولدون لأم غير متزوجة ويكون آبائهم في خطوط الدفاع الأمامية. لذا قامت بانكهرست بتأسيس بيت للتبني في كامبدن هيل (Capden Hill) لتنفيذ طريقة مونتسوري Montessoriفي تعليم الطفولة. وقد انتقدتها العديد من السيدات بسبب تقديمها العون لآباء الأطفال الذين ولدوا دون زواج. لكنها أعلنت بسخط أن رخاء أطفال سبق أن لمست معاناتهم حين كانت أحد الأوصياء على قانون الفقراء هو اهتمامها الوحيد. ونظرًا لنقص الأموال، سرعان ما تحول البيت إلى الأميرة أليس. قامت بانكهرست بتبني أربعة أطفال اسمتهم كاثلين كينج، وفلورا ماري جوردون، جوان بيمبرج وإليزابيث تودور. وقد عاشوا معًا في لندن حيث أصبح لدى بانكهرست لأول مرة شقة في منطقة هولاند بارك. ولدى سؤالها عن كيفية تمكنها من تحمل عبء أربعة أطفال وهي في السابعة والخمسين من عمرها وبدون دخل ثابت، قالت: «عزيزي، أنا لم اتنبى أربعين.» 

## الوفد الروسي
توجهت بانكهرست بالزيارة إلى أمريكا الشمالية عام 1916 بصحبة وزير الخارجية الصربي السابق سيدامير مياتوفيتش الذي كانت بلده في مركز القتال في بداية الحرب . وقد شملت جولتهما كل من الولايات المتحدة وكندا لجمع المال ولتشجيع الحكومة الأمريكية على دعم بريطانيا وحلفاءها الكنديين والآخرين. وبعد عامين، عندما دخلت الولايات المتحدة الحرب، عادت بانكهرست إلى الولايات المتحدة حتى تشجع المناصرات لحق المرأة في الاقتراع، اللاتي لم يتوقفن بعد عن الأنشطة المتشددة، على دعم المجهود الحربي والتوقف مؤقتًا عن الأنشطة ذات الصلة بالتصويت. كما تحدثت عن تخوفها من التمرد الشيوعي الذي اعتبرته تهديدًا خطيرًا للديموقراطية الروسية. وبحلول يونيو/ حزيران عام 1917، عززت الثورة الروسية من شأن البلشفيين الذين حثوا على إنهاء الحرب. وفي الوقت نفسه تمت قراءة السيرة الذاتية المترجمة لبانكهرست على نطاق واسع في روسيا، ورأت بانكهرست أن هناك فرصة للضغط على الشعب الروسي. وتمنت ألا يقبلوا شروط ألمانيا من أجل السلام، التي اعتبرتها هزيمة لبريطانيا وروسيا. وقد وافق رئيس الوزراء البريطاني ديفيد لويد جورج التكفل برحلتها إلى روسيا التي قامن بها في يونيو/حزيران. وقد خطبت في أحد الحشود قائلة: «لقد أتيت إلى بيتروجراد Petrograd أحمل توسلات الشعب الإنجليزي إلى الشعب الروسي، لمتابعة الحرب التي تتوقف عليها الحضارة والحرية.»  انقسم رد فعل الصحافة ما بين الجناح اليميني واليساري؛ فالأول أعتبرها أداة للاشتراكية بينما أثنى الأخير على وطنيتها المخلصة.
وفي أغسطس/آب ، التقت برئيس الوزراء الروسي ألكسندر كيرينسكي. وعلى الرغم من نشاطها في حزب العمال المستقل ذا التوجه الاشتراكي خلال السنوات الماضية، بدأت ترى أن السياسات اليسارية غير مقبولة، وقد اشتد موقفها هذا في روسيا. كان لقاءها برئيس الوزراء الروسي غير مريح بالمرة لكلا الطرفين؛ فمن جانبه شعر أنها لا تقدر الصراع الطبقي الذي يحرك السياسة الروسية. وقد ختم اللقاء بقوله أن المرأة الإنجليزية ليس لديها ما تعلمه للمرأة الروسية وفيما بعد صرحت بانكهرست لمجلة نيويورك تايمز أنه يعد «أكبر مخادع في الوقت الحاضر» وأن حكومته قد «تدمر المدنية» 

## إنجاز حق الاقتراع (1918)
عندما عادت بانكهرست من روسيا، أسعدها رؤية حق الاقتراع في طريقه كي يصبح حقيقة. فقد أزال قانون تمثيل الشعب لعام 1918 قيود الملكية على اقتراع الرجال ، ليضمن حق التصويت للنساء فوق الثلاثين عامًا (بالإضافة إلى العديد من القيود). وفي الوقت الذي احتفلت فيه المناصرات لحق المرأة في الاقتراع والسوفرجت بالقانون الجديد وأعدوا لتمريره، نشأت مشكلة جديدة : هل يجب على المنظمات الخاصة بالمرأة الاتحاد وتكوين قوى موحدة مع المنظمات التي أسسها الرجال؟
دعمت العديد من المنتميات إلى التيار الاشتراكي والمعتدل الاتحاد مع الرجال في العمل السياسي، في حين رأت كريستبال وبانكهرست أنه من الأفضل البقاء منفصلين. كما أكدت كل منهما على أن الاتحاد السياسي والاجتماعي للمرأة مفتوح للمرأة فقط، وأن «الاتحاد بإمكانه خدمة المجتمع بشكل أفضل ما دام خاليًا من اللآلية السياسية والتقاليد الخاصة بأحزاب الرجال، التي تخلف بالرضا العام، أكثر مما يتم الرغبة فيه.»  وقد فضل الاتحاد قوانين الزواج المتكافيء، وتوفير فرص عمل متكافئة للنساء، ومع هذا كانت هذه الأمور مؤجلة لفترة ما بعد الحرب. فبينما استمرت الحرب، لم يقبل الاتحاد بأي تسوية فيما يتعلق بمسألة هزيمة ألمانيا وقيام الحكومة بطرد أي شخص تربطه علاقات أسرية بألمانيا أو بالتوجهات السلامية، وتقليل ساعات العمل لإحباط إضرابات العمالة. وكان البند الأخير في خطة عمل الاتحاد هو تثبيط الاهتمام بالبلشفية التي ازداد قلق بانكهرست بشأنها.

## أنشطة ما بعد الحرب

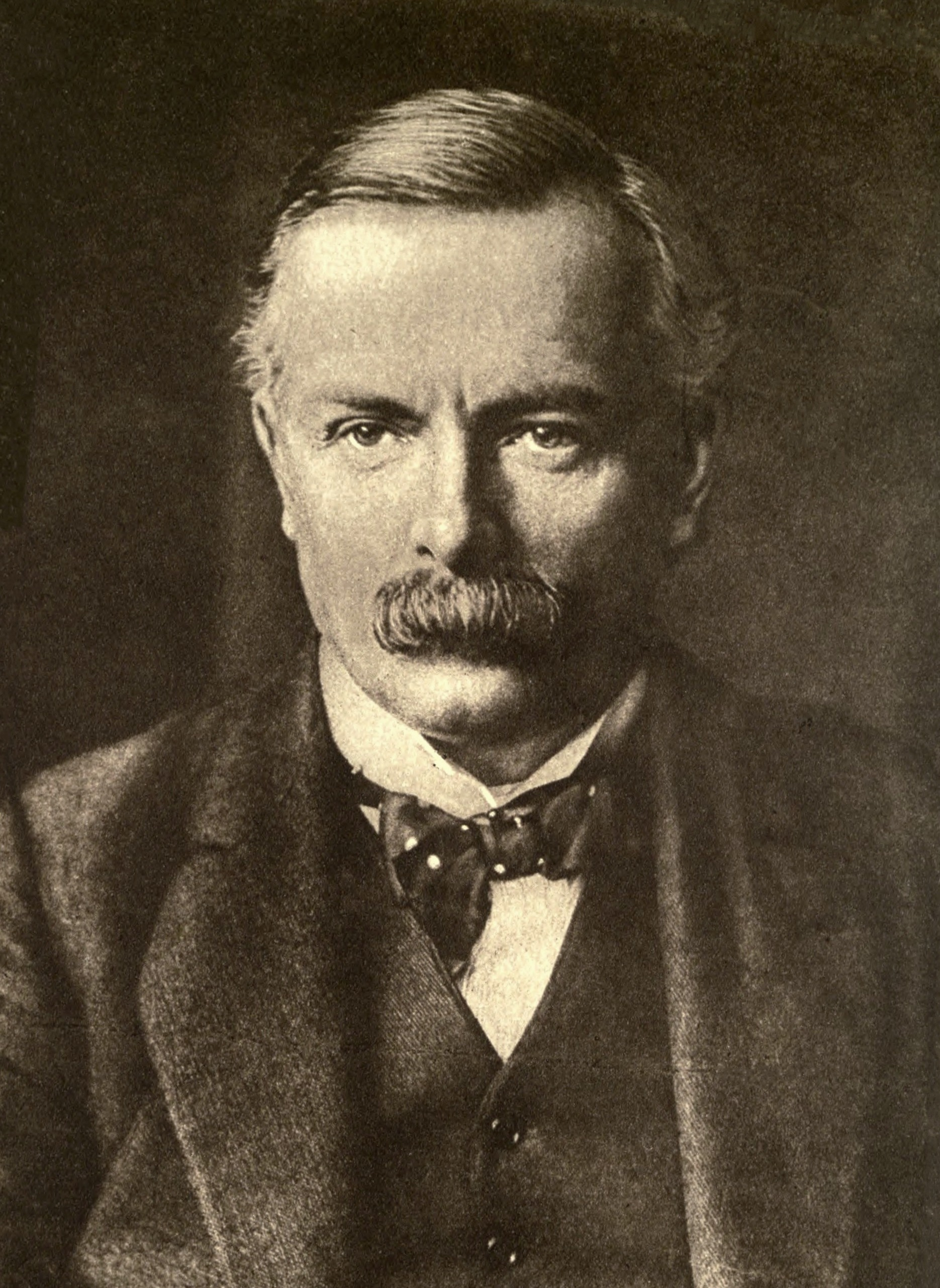
أثنى رئيس الوزراء ديفيد لويد جورج على بانكهرست وعلى الحزب النسائي قائلاً: «لقد هزمن العناصر البلشفية والسلامية بمهارة رائعة وتماسك وشجاعة.»

وخلال السنوات التي أعقبت هدنة 1918، واصلت بانكهرست تطوير رؤيتها القومية للوحدة البريطانية. فقد حافظت على تركيزها على تمكين المرأة، لكن أيام نزاعها مع رجال الحكومة قد ولت. فقد دافعت عن حضور الامبراطورية ووصولها: «هناك بعض الحديث عن الامبراطورية والامبريالية وكأنها شيء نشجبه أو نخجل منه. على العكس إنه لشيء عظيم أن نرث إمبراطورية كالتي لدينا... عظيم من حيث الأرض، عظيم من حيث الثروة المحتملة، إذا أدركنا هذه الثروة واستخدمناها، فسنتمكن من القضاء على الفقر، والتخلص من الجهل.»  وعلى مدى سنوات جابت بريطانيا وأميركا الشمالية لدعم الامبراطورية البريطانية ولتحذير الجمهور من مخاطر البلشفية. بالإضافة إلى ذلك أصبح لبانكهرست نشاطًا فيما يخص الحملات السياسية وذلك حين تم تمرير مشروع قانون يسمح للمرأة بالترشح في مجلس العموم. وقد حثتها العديد من عضوات الاتحاد على الترشخ في الانتخابات، لكنها أصرت على أن كريستبال ستكون الخيار الأفضل، ودعمت حملة ابنتها بلا كلل، كما حاولت إقناع رئيس الوزراء ديفيد لليود ليقدم لها الدعم. حتى أنها في أحد المرا ألقت خطابًا عاطفيًا تحت المطر. خسرت كريستبال أما مرشحة حزب العمال المستقل بفارق صغير جدًا يقدر بـ 775 صوت. وقد أطلق أحد كتاب سيرة بانكهرست على هذا: «أكبر خيبة أمل في حياة بانكهرست.»  وقد انسحب الحزب النسائي من الساحة فيما بعد.
ونتيجة لرحلات بانكهرست المتعددة في أمريكا، أصبحت مولعة بكندا، وقد صرحت في لقاء لها : «أن هناك مزيد من المساواة بين الرجل والمرأة في كندا أكثر من أي بلد آخر أعرفه.»  وفي عام 1922، تقدمت بتصريح للدخول إلى الأراضي الكندية (وهو شرط أساسي للرعاية البريطانيين في كندا.) وهناك قامت بتأجير منزل في تورنتو حيث انتقلت إلى هناك برفقة أطفالها الأربعة بالتبني، وأصبح لها نشاط في المجلس الكندي الوطني لمحاربة الأمراض التناسلية (DNCCVD) وخلال جولتها في باثريست، اطلعها رئيس البلدية على بناء جديد سيصبح دارًا للنساء الساقطات، وما كان جواب قولها إلا أن قالت: «حسنًا، وأين دار الرجال الساقطون؟»  لكن الفصول الشتوية الطويلة في كندا اتعبتها كما أن نقودها نفدت، لذا عادت إلى إنجلترا عام 1925. ولدى عودتها إلى إنجلترا، تقدمت سيلفيا بزيارتها بعد انقطاع دام لسنوات، بسبب اختلاف سياستهما كليًا؛ فقد كانت سيلفيا تعيش مع أحد العبثيين دون زواج. وقد وصفت سيلفيا لحظة الشعور الأسري عند لقاءهما الذي تبعه مسافة كبيرة بينهما. وقد تذكرت ماري ابنة بانكهرست بالتبني هذا اللقاء بشكل مختلف. ووفقًا لما رأته، وضعت بانكهرست كوب الشاي من يدها وتوجهت إلى خارج الغرفة بصمت تاركة سيلفيا غارقة في دموعها.
أما عن كريستبال، فقد إلى تحولت إلى ادفنست (المجيه) وكرثت الكثير من وقتها للكنيسة. وكثيرًا ما سلطت الصحافة البريطانية الضوء على المسالك المختلفة التي سلكها أفراض الأسرة الواحدة. وفي عام 1926، انضمت بانكهرست إلى حزب المحافظين، وبعد مرور عامين رشحت نفسها في مجلس النواب في وايت شابل وسانت جورج. وقد اندهش الكثيرون من عدولها عن مناصرة حزب العمال المستقل وسياسة تحطيم النوافذ وانضمامها لعضوية حزب المحافظين. وقد ردت على هذا ببلاغة وإحكام: " لقد ساعدتني خبرتي التي اكتسبتها في الحرب والتي اكتسبتها على الجانب الآخر من الأطلسي على تغيير آرائي إلى حد كبير."  وقد أصر كتاب سيرتها الذاتية على أن هذا التحول كان معقدًا للغاية؛ فقد كرست نفسها لبرنامج تمكين المرأة ومعارضة الاشتراكية. وقد تذمر كل من الحزب الليبرالي وحزب العمال المستقل من وقوفها ضدهما. وربما كانت عضوية بانكهرست في حزب المحافظين تهدف إلى التأكيد على أن رغبتها في الحصول على حق المرأة في التصويت تم أكتسابه بالايدولوجية" 

## المرض والوفاة

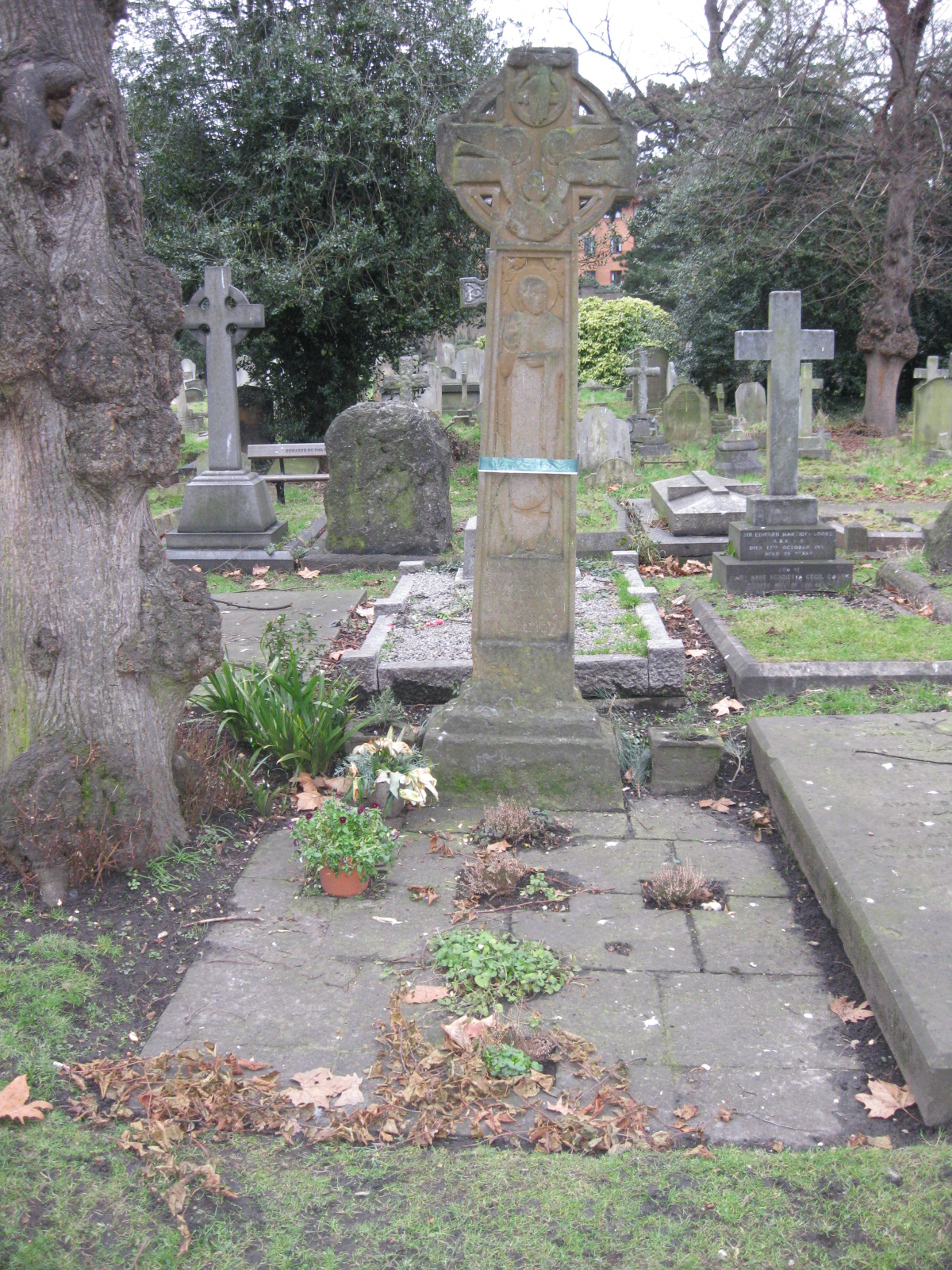
قبر بانكهرست في برومبتون سيمتري. وقد تم نحت بلاط القبر بواسطة جوليان فيليبس آلان

تم إضعاف حملة بانكهرست من أجل البرلمان بسبب تدهور صحتها والفضيحة الأخيرة التي تضمنت سيلفيا. فقد بدأت آثار سنوات من التجول والمحاضرا والإضربات عن الطعام تظهر عليها وأصبح المرض جزء أساسي من حياتها. لكن ما ما آلمها أكثر من المرض هو الأخبار في إبريل 1928 القائلة بأن سيلفيا وضعت مولودها الأول دون زواج رسمي وقد أسمت الطفل ريتشارد كير بيسك بانكهرست، وفاءً لوالدها، ورفيقها في حزب العمال المستقل، ورفيقتها من الاتحاد السياسي والاجتماعي للمرأة على الترتيب. وقد صدمت بانكهرست لرؤية مقالة لإحدى الجرائد في الولايات المتحدة أعلن أن «الآنسة بانكهرست»، وهو الاسم الذي كان يشار به غالبًا إلى كريستبال، تفتخر بطفلها باعتباره انتصارًا لليوجينيا، لأن كلا الأبوين بصحة جيدة وذكيان. وفي المقالة نفسها صرحت سيلفيا برأيها في «أن الزواج غير الرسمي» هو الخيار الأفضل بالنسبة للمرأة المتحررة. وقد أدت كل هذه الإهانات للكرامة الاجتماعية التي لطالما قدرتها بانكهرست إلى إزعاج السيدة العجوز. ما جعل الأمور تزداد سوءًا هو أن الناس اعتقدت أن «الآنسة بانكهرست» التي تحدثت عنها عناوين الجرائد تشير إلى كريستبال. وبعد أن سمعت بانكهرست الأخبارقضت اليوم كله تصرخ وتبكي، وقد انتهت حملة ترشحها في البرلمان بفضيحة.
وبعدما تدهورت صحة بانكهرست، تم نقلها إلى دار رعاية في هامبستيد. وقد طلبت أن يعالجها الطبيب الذي حضر إليها أثناء قيامها بالإضراب عن الطعام. فقد ساعدها استخدامه لضخ السوائل في معدتها على التحسن حين كانت في السجن، وكانت الممرضات على يقين من أن مثل هذا العلاج قد يؤذيها، لكن كريستبال رأت كانت مضطرة إلى تنفيذ طلب والدها. وقبل أن يتم تنفيذ الإجراء، دخلت بانكهرست في حالة حرجة لم يتوقع أحد أن تشفى منها. وفي الثلاثاء 14 يونيو/حزيران 1928 توفت بانكهرست عن عمر يناهز 69. وقد تم دفنها في برومبتون سيمتري في لندن.